# Figuren aus Asterix

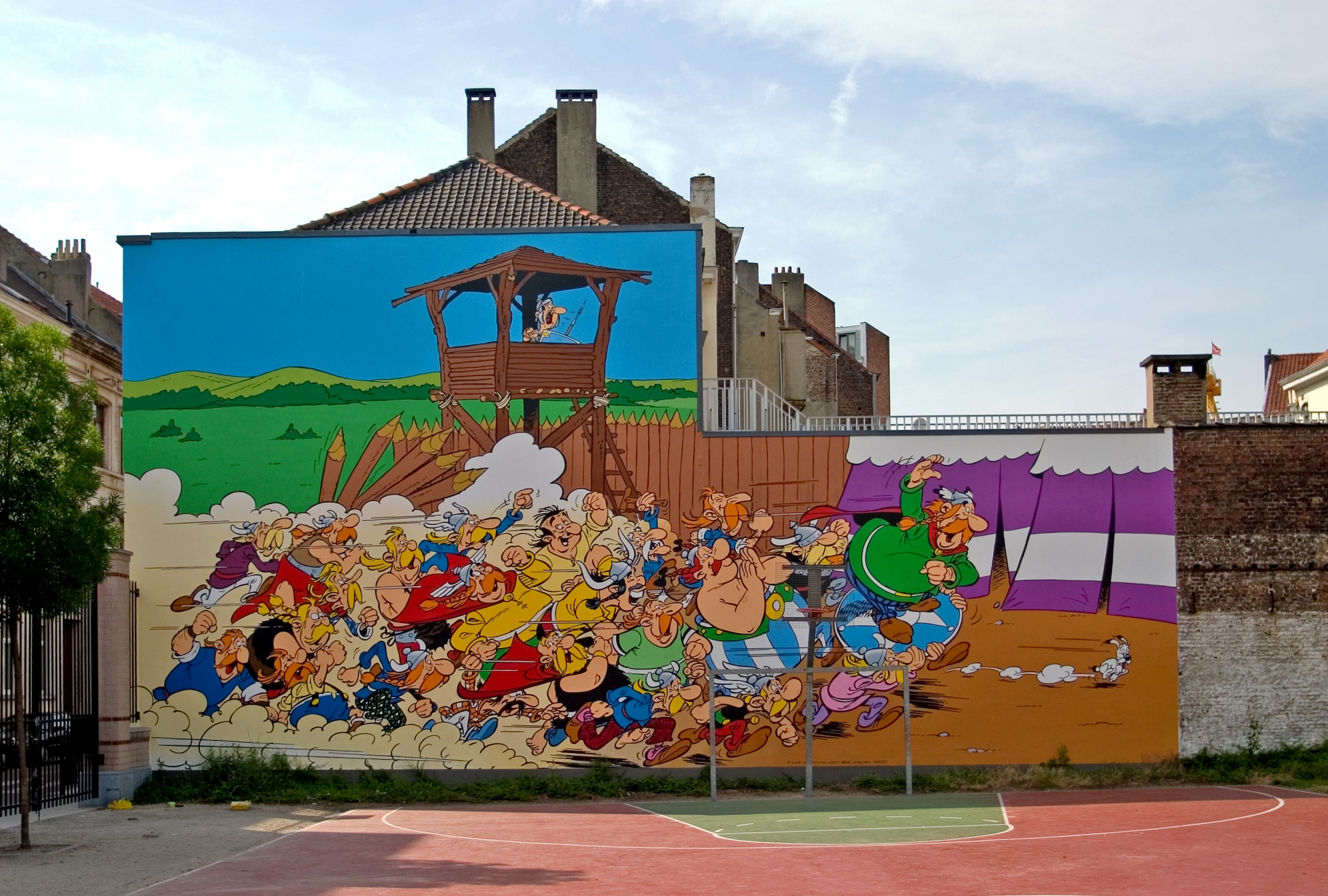
Einige der Figuren auf einem Wandgemälde in Brüssel

Der Artikel Figuren aus Asterix stellt ausgewählte Figuren aus René Goscinnys und Albert Uderzos Comic Asterix vor.

## Hauptfiguren
Die Hauptfiguren werden in den meisten Bänden auf Seite 4 kurz vorgestellt. Die Vorstellungsseite der Ersterscheinung von Asterix wurde lange in allen Folgeheften und -auflagen beibehalten. Später wurde der Text bezüglich Idefix ausgeweitet und die Bilder modernisiert.

### Asterix

Typischer Flügelhelm des Asterix

Asterix (französisch Astérix, zu « astérisque », der Asterisk) ist die Hauptfigur der Geschichten. Er zeichnet sich durch einen kleinen, eher schwächlich wirkenden Körperbau aus. Als Krieger bezieht er seine übermenschliche Kraft aus dem Zaubertrank von Miraculix. Seine Stärken sind sein Scharfsinn, Einfallsreichtum und seine Gutmütigkeit.
Als „Star“ und wegen seiner Größe ist der Name Asterix – also Sternchen – bezeichnend. Der Anfangsbuchstabe ‚A‘ wurde für den Namen als Titelheld gewählt, damit der Comic in alphabetischen Listen möglichst weit vorne steht.
Zusammen mit dem Druiden Miraculix bildet er das „Hirn“ des unbezwingbaren gallischen Dorfes und entwickelt die Schachzüge, die den Römern und Julius Caesar in zweierlei Hinsicht Kopfzerbrechen bereiten, da Asterix im Gegensatz zum Druiden auch im Kampfgeschehen aktiv ist. Im Geiste der Résistance wehrt er sich gegen die römische Okkupation und steht in diesem Kampf auch bedrängten Freunden bei. Er untersteht als hauptberuflicher Krieger des Dorfes direkt dem Häuptling Majestix, teilweise auch als Ehrengarde. Als Krieger ist er unverheiratet und lehnt eine Statusänderung ab. Im Umgang mit Obelix, seinem gegensätzlichen Freund, werden auch seine Schwächen deutlich: Er ist manchmal ansatzweise besserwisserisch, leicht reizbar und neigt in Ausnahmefällen zu Depressionen. Trotz dieser charakterlichen Fehler und der Tatsache, dass er vom Erscheinungsbild als Antiheld gelten kann, ist sein Charakter in der Hauptsache doch der eines Helden: Er ist loyal, auch seinem Häuptling gegenüber, dem meistens mit seiner Führerrolle überforderten Gemütsmenschen Majestix, selbstlos, einfühlsam, tapfer und tatendurstig.
Asterix gilt „als nicht mehr so jung, wie er aussieht“ – ausgehend von Anspielungen auf seinen Geburtstag und Informationen aus Kurzgeschichten ist er im Jahr 85 v. Chr. als Sohn von Astronomix und Praline im gallischen Dorf geboren, am selben Tag wie Obelix, also im Jahr 50 v. Chr., dem in der Einleitung genannten Jahr, 35 Jahre alt. Asterix trägt, wie auch Majestix, im Unterschied zu den übrigen Dorfbewohnern ständig ein Schwert. Obwohl er es wegen des Zaubertranks selten braucht, zeigt er sich in den wenigen Situationen wie in Das Geschenk Cäsars, Asterix und der Greif und Asterix und der Kupferkessel als fähiger Schwertkämpfer.

### Obelix

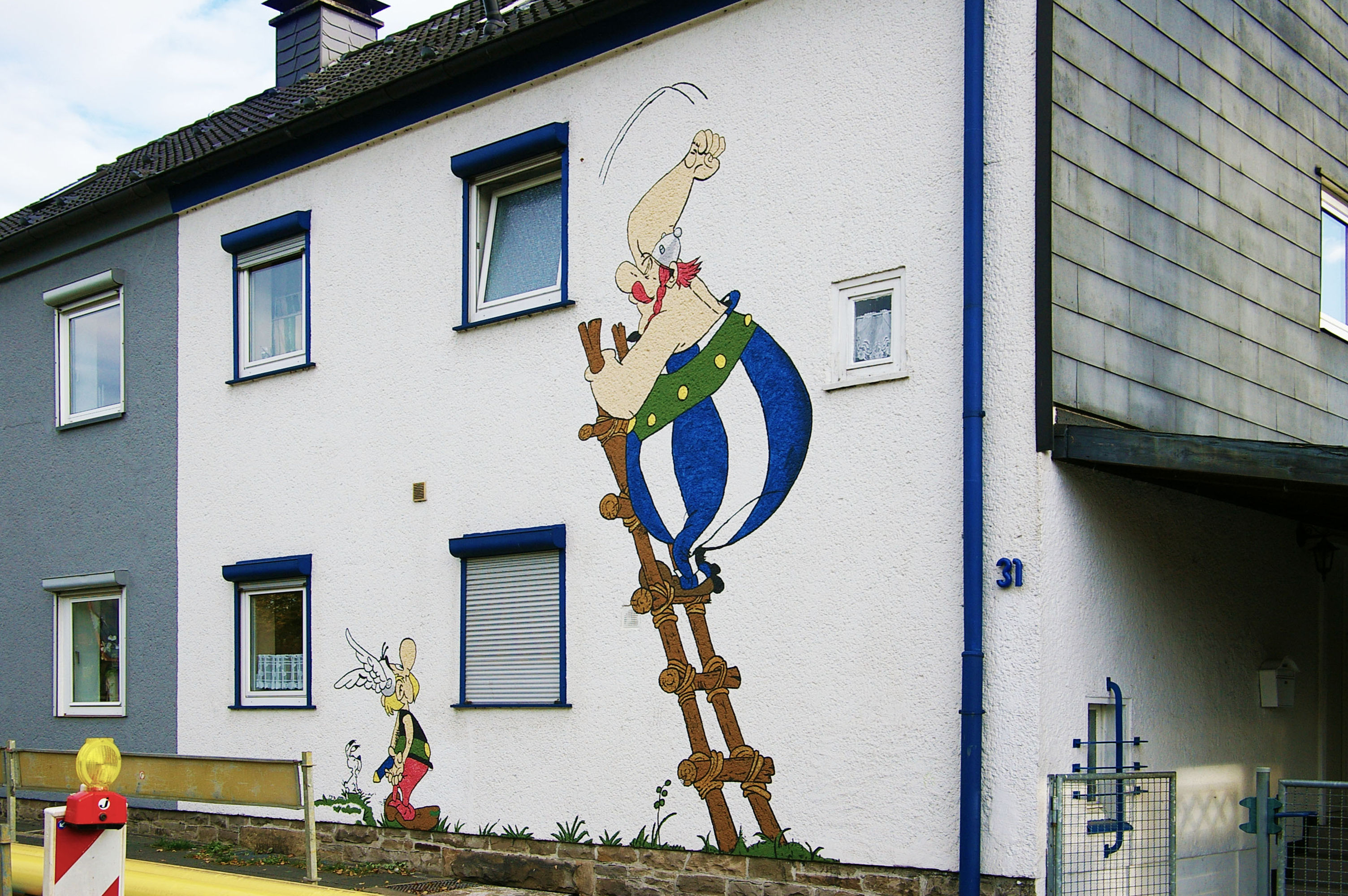
Obelix, Asterix und Idefix an einer Hausfassade

Obelix (frz. Obélix) ist der ständige Freund und Begleiter von Asterix und von Beruf Produzent und Lieferant von Hinkelsteinen. Er ist als Kind in einen Kessel mit Zaubertrank gefallen, dessen Wirkung bei ihm seitdem anhält und ihm dauerhaft übermenschliche Kräfte verleiht. Er ist groß, kräftig gebaut und beleibt. Er bildet im Körperbau, aber auch mit seiner emotionalen, einfältigen und manchmal derben Art einen starken Kontrast zu Asterix.
Der Name Obelix ist vermutlich lautmalerisch aus dem französischen Wort « obélisque » (deutsch: „Obelisk“) mit einer entsprechenden Endung wie Astérisque, aus dem Asterix hergeleitet wurde, entstanden. Das griechische Wort Obelisk bezeichnete ursprünglich einen Grillspieß. Es ist ebenfalls möglich, dass er entweder von « obèle » (im deutschen Sprachraum auch als Obeliskus (†), wiederum das lateinische Wort für ‚Obelisk‘, bezeichnet) oder von « obèlus », dem Zeichen für Division (÷), herrührt. Beide Namen, Asterix wie Obelix, bezeichnen damit typografische Zeichen, entweder für Anmerkungen zu wissenschaftlichen Texten oder für mathematische Operatoren (mal/geteilt).

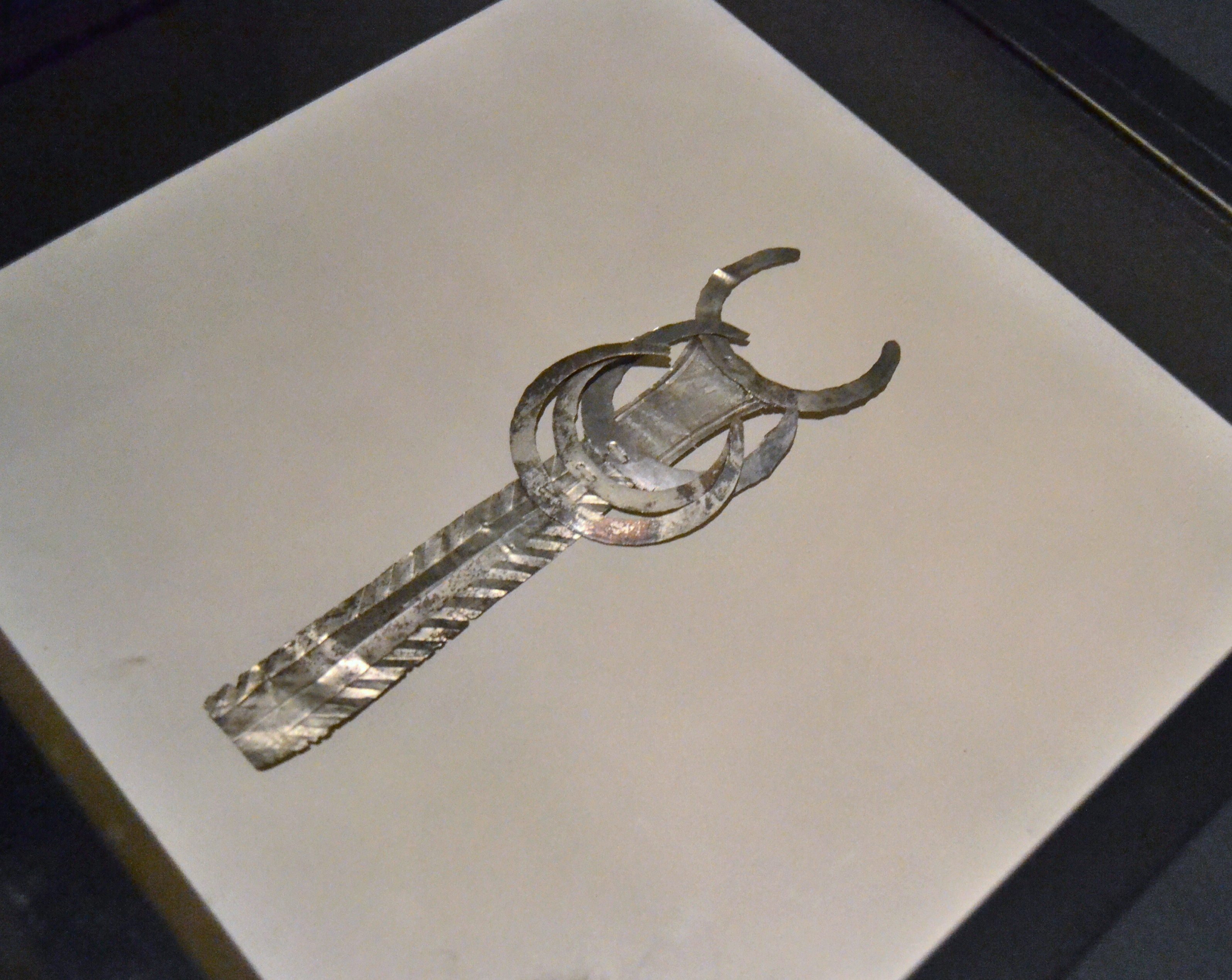
Votivblech aus dem Hortfund von Hagenbach mit der Nennung des Andossus, Sohn des Obelexxus

Wider Erwarten zeigte ein archäologischer Fund, dass Obelix tatsächlich einem gallischen Namen ähnelt: Bei Hagenbach, westlich von Karlsruhe, wurde bei Baggerarbeiten in den 1960er Jahren ein Beuteschatz geborgen, den vermutlich Alamannen um das Jahr 275 nach Plünderungen im südgallischen Aquitanien beim Übersetzen über den Rhein verloren. Ein silbernes Votivblech trägt den Namen des Stifters Andossus, Sohn des Obelexxus.
Obelix ist aufgrund seiner anhaltenden übermenschlichen Kraft von besonderer Bedeutung für das Dorf, so wie Asterix auf Grund seiner Schlauheit. Allerdings kann er seine Kraft nur schwer kontrollieren, so dass Türen bereits beim Anklopfen zu Bruch gehen und meterdicke Bäume versehentlich ausgerissen werden. Weil er Nebenwirkungen befürchtet, verbietet Druide Miraculix jede weitere Einnahme des Tranks, worunter Obelix als Gourmand sehr leidet. Nur in besonderen Fällen, in denen ein großer Kraftaufwand nötig ist, wird eine Ausnahme gemacht. Obwohl der Trank laut Miraculix’ Äußerung nur stark, aber nicht unverwundbar macht, empfindet Obelix kaum Schmerzen. So spürt er in Streit um Asterix im Gegensatz zu vielen anderen Personen nichts, als Legionär Taubenus ihm mit der Keule auf den Kopf schlägt, und trägt in Das Geschenk Cäsars keine Schäden davon, als er einen Rammbock in den Bauch bekommt. Obelix mag Essen im Allgemeinen und gebratenes Wildschwein im Besonderen. Er kann unglaubliche Mengen verspeisen, wie in Asterix und der Kupferkessel, wo er anfangs an dem zu Ehren des anderen Stammes veranstalteten Festbanketts die ganze Nacht hindurch Wildschweine verzehrt und bei Morgengrauen noch vor Genuss des letzten Bratens noch Appetit auf Zwiebelsuppe verspürt. Da er seinen Durst normalerweise mit Ziegenmilch stillt, reagiert er empfindlich auf starke Getränke wie Wein. Auch bei schönen Frauen wie etwa Falbala wird er schwach, hat aber mit großer Schüchternheit zu kämpfen. Seine liebsten Freizeitbeschäftigungen sind das Verprügeln von Römern und die Wildschweinjagd, daneben mischt er gern in den Dorfraufereien mit. Obelix reagiert aggressiv auf Hinweise auf seinen Leibesumfang. Sein Hund Idefix ist sein ständiger Begleiter. Obelix trägt bis auf den ersten Band keine Waffen, verwendet aber Hinkelsteine zum Zuschlagen und als Wurfgeschosse. Er gilt nicht als Krieger, sondern als Handwerker und Kaufmann und wird in die politischen Entscheidungen des Dorfes nicht einbezogen, auch wenn er meist dabei anwesend ist. Obelix ist in die französische und, in geringerem Umfang, auch in die deutsche Sprache durch seine Standardbemerkung « Ils sont fous, ces …! » bzw. „Die spinnen, die …!“ eingegangen.
Die auf Anregung Uderzos entstandene Figur des Obelix war ursprünglich von Goscinny nicht vorgesehen, der sich ausschließlich auf seinen Helden Asterix konzentrieren wollte. Daher spielt Obelix in der ersten Geschichte, Asterix der Gallier, nur eine Nebenrolle und ist als Persönlichkeit noch nicht ausgereift. Obelix ist in den ersten Bänden weniger „rundlich“ gezeichnet, und auch der Größenunterschied zu Asterix nahm in den späteren Bänden zu. Obwohl er nicht die Hauptfigur ist (mit der möglichen Ausnahme der Bände Obelix GmbH & Co. KG und Obelix auf Kreuzfahrt), ist Obelix aufgrund seiner menschlichen Schwächen für viele Leser der heimliche Held der Serie. Auch Uderzo hat sich zu ihm als Lieblingsfigur bekannt. Erst im Zusammenspiel von Asterix und Obelix ergibt sich ein Heldenbild, dem die beiden jeweils alleine aufgrund ihrer Mängel nicht gänzlich entsprechen.

### Idefix
Idefix (frz. Idéfix, Wortspiel mit dem französischen « idée fixe », vgl. Idée fixe) ist der Hund von Obelix. Er hat weißes Fell mit schwarzen Schwanz- und Ohrenspitzen. Seine kleine Gestalt bildet einen auffallenden Kontrast zu Obelix’ massiger Figur. Seit Idefix’ Erscheinen sind die beiden nur selten voneinander getrennt, etwa im Band Asterix als Legionär.
Seinen Namen erhielt er durch einen Wettbewerb unter den Lesern der französischen Jugendzeitschrift Pilote, in der die Asterix-Geschichten zuerst erschienen. Etliche weitere Wortspiele wurden vorgeschlagen, zum Beispiel Papeurdurix (‚Keineangstvornix‘), Trèpetix (‚Sehrkleinix‘) oder Toutousanprix (‚Wauwauohnepreis‘).
Idefix ist die einzige „Hauptfigur“ der Serie, die nicht von Anfang an dabei war. Er taucht erstmals in Tour de France auf, dem fünften Band in der originalen französischen Reihenfolge (in der deutschen Version Band 6). Aus Interesse an deren soeben erworbenem Schinken schließt er sich in Lutetia Asterix und Obelix an und folgt ihnen bis ins Gallierdorf, wo er offenbar von Obelix adoptiert wird. Der Name Idefix erscheint jedoch erst im Folgeband Asterix und Kleopatra.
Anfangs stört sich Asterix noch daran, dass Obelix den Hund mit auf Reisen nimmt, doch schon bald wird Idefix – bis auf vier Ausnahmen – zum unverzichtbaren Begleiter auf dem Weg ins Abenteuer. Auch an heimischen Gefechten mit den Römern beteiligt er sich. Seine Spürnase führt Asterix und Obelix mehrmals zu wichtigen Entdeckungen. Später äußert sich bei Idefix eine übergroße Zuneigung zu Bäumen durch ein spontanes Wehgeheul, wann immer ein Baum – meist unabsichtlich von Obelix – entwurzelt wird. Idefix freundet sich schnell mit anderen Hunden an, zum Beispiel der Dogge von Erik dem Blonden (Die große Überfahrt), aber auch Wölfen (Asterix und der Greif). Zaubertrank hat bei ihm die gleiche Wirkung wie bei Menschen (siehe: Asterix und Kleopatra).
Der im Comic gezeichnete Idefix lässt sich keiner Hunderasse zuordnen; für die Realfilme wurden Tiere der Rasse West Highland White Terrier passend gefärbt.
Seit 2021 wird die animierte, französische TV-Serie Idefix und die Unbeugsamen (frz. Idéfix et les Irréductibles) ausgestrahlt. Sie stellt die Vorgeschichte von Idefix als Straßenhund dar, bevor er auf Asterix und Obelix traf. Diese wird aus der Sicht von Idefix und seinen Freunden Turbine, Sardine und Dertutnix gezeigt, und so können alle Tiere in der Serie sprechen.

### Miraculix

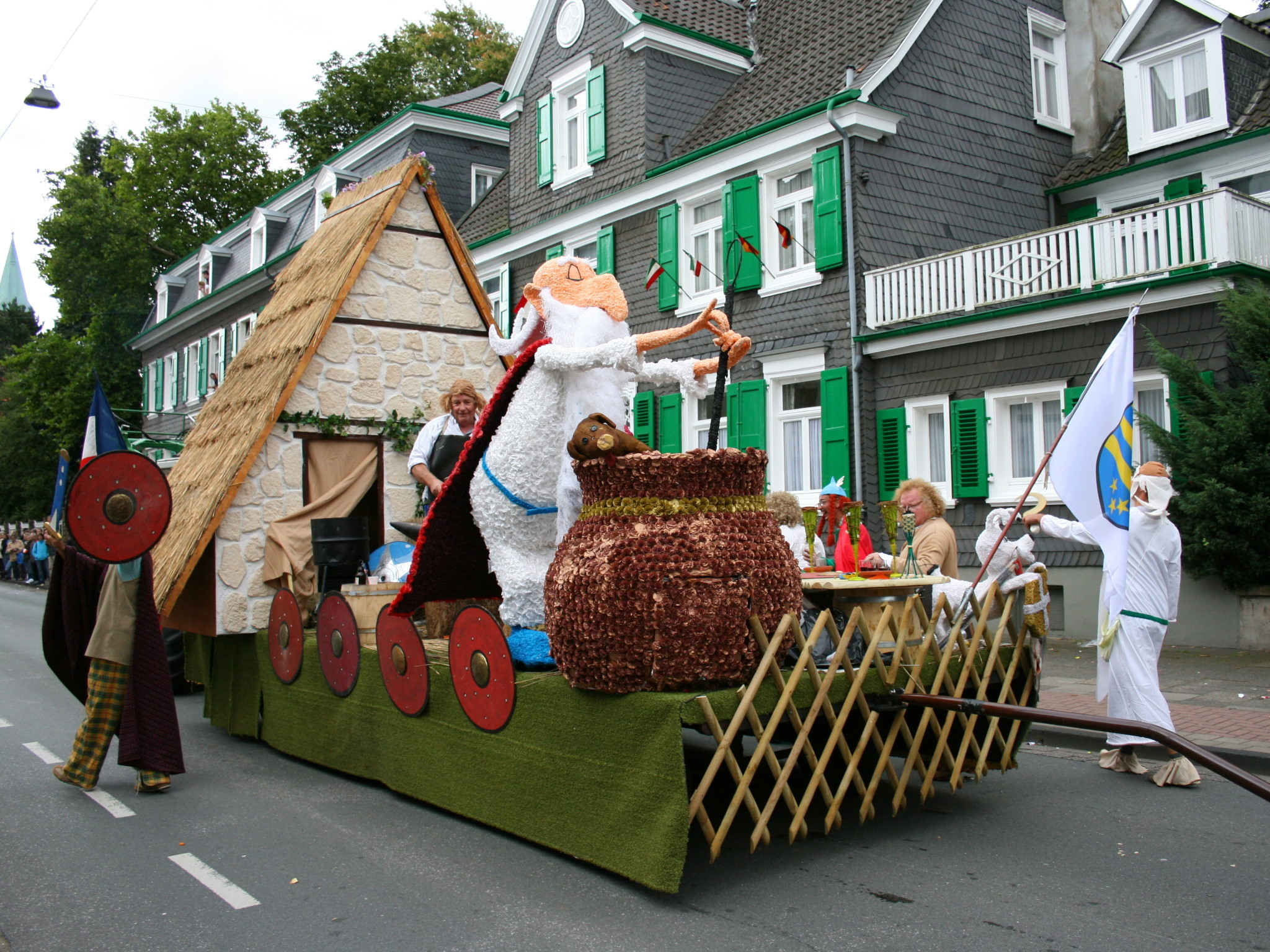
Festwagen mit Miraculix-Figur

Miraculix (frz. Panoramix, von panoramique, dem frz. Adjektiv zu ‚Panorama‘) ist der Druide des Dorfes; sein deutscher Name ist von ‚Mirakel‘ (aus dem lateinischen miraculum, zu Deutsch ‚Wunder‘) abgeleitet. Als Ausdruck seiner Weisheit trägt er einen langen weißen Bart, der im Laufe der Jahre/Alben beträchtlich wuchs. Seine Kleidung gibt die Farben der Trikolore wieder, blaue Schuhe, weißes Gewand und roter Umhang. Er ist eine Respektsperson, die in der Achtung noch über dem Häuptling steht, dem gegenüber er aber streng loyal ist. Als einziger männlicher Dorfbewohner beteiligt er sich in der Regel nicht an Kämpfen (zwei Ausnahmen sind zum Beispiel im Band Der große Graben oder in Der Papyrus des Cäsar zu sehen). Einen Großteil seiner Zeit verbringt Miraculix damit, auf Eichen wachsende Misteln mit seiner goldenen Sichel zu schneiden. Daraus und aus diversen anderen geheimen Zutaten braut er den Zaubertrank, der übermenschliche Kräfte verleiht und mit dem sich das Dorf gegen die Übermacht der Römer behaupten kann. Wie sich in Asterix und der Greif herausstellt, verliert der Zaubertrank aber seine Wirkung, wenn er eingefroren wurde.
Der Druide hat aber noch verschiedene andere Mittel zur Hand, die den Feinden des Dorfes das Leben schwer machen, unter anderem eine Flüssigkeit, die aus normalen Eicheln in Sekundenschnelle Bäume wachsen lässt, ein Antidot oder ein extrem stark wirkendes Haarwuchsmittel. Mehrfach wird er von den Römern gefangen genommen und kann sich dank seiner Zauberkraft in der Gefangenschaft behaupten, bis er wieder befreit wird. Der Druide hat auch große medizinische Fähigkeiten: In Asterix bei den Schweizern rettet er einem römischen Beamten, der beinahe tödlich vergiftet wurde, das Leben. Den überfetteten, uneinsichtigen Majestix behandelt er, verordnet aber eine Diätkur. Miraculix heimst regelmäßig Preise bei den Jahrestreffen der Druiden im Karnutenwald ein. Im Band Der Kampf der Häuptlinge bekommt Miraculix einen verirrten Hinkelstein an den Kopf und ist danach vorübergehend nicht mehr in der Lage, den Zaubertrank zu brauen. Hier wird deutlich, wie verwundbar die Dorfgemeinschaft ohne ihn ist. Miraculix spricht fließend gotisch, wenn auch mit leichtem Akzent, und ist der Gebildetste im Dorf. Er gehört zusammen mit dem Häuptling und dem Barden ausweislich seines Umhangs zu den drei Würdenträgern des Dorfes und ist Mitglied aller dörflichen politischen Institutionen.

### Troubadix
Troubadix (frz. Assurancetourix, von « assurance tous risques », Vollkaskoversicherung) ist der Barde des Dorfes; sein deutscher Name leitet sich von den Troubadouren ab. Als Würdenträger des Dorfes trägt er einen roten Umhang und ist ebenfalls, wenn auch ohne Einfluss, Mitglied der dörflichen politischen Institutionen. Neben Miraculix ist er der einzige im Dorf, der auch Kinder unterrichten darf.
Der meist mit einer Leier, gelegentlich auch mit einer Fiedel oder einem Dudelsack abgebildete Troubadix hält sich selbst für ein musikalisches Genie, eine Auffassung, die von den anderen Dorfbewohnern nicht geteilt wird. Gelegentlich darf er aufspielen, aber nicht singen – seit dem zweiten Band wird er schon beim geringsten Versuch einer gesanglichen Darbietung ein Opfer physischer Gewalt, die häufig zuerst vom Schmied Automatix ausgeht. Das obligatorische Festmahl, das zum Ende fast jeder Geschichte abgehalten wird, verbringt der Barde zumeist geknebelt und gefesselt. Nur selten kann er daran teilnehmen, insbesondere wenn er zur Lösung des Abenteuers beigetragen hat. In den jüngeren Bänden bringt sein Gesang sogar Regen oder Wolkenbrüche auch innerhalb geschlossener Räume hervor und zieht Blitzschläge an. Dabei werden diese Erscheinungen von den Galliern zur Lösung der Abenteuer eingesetzt.
Trotz schlechter Behandlung zeigt sich der auf einer Art Baumhaus wohnende Schöngeist im Kampf gegen die Römer mit seinen Freunden und Nachbarn solidarisch. Er tritt als freundlicher, niemals nachtragender Bewohner des Dorfes auf, der sich auf diese Weise auch Respekt verdient.
In Der Papyrus des Cäsar wird enthüllt, dass er die zweite Stufe der „Notfallmaßnahmen“ des Dorfes ist, falls es in Abwesenheit von Miraculix angegriffen wird. In der ersten Phase geht es um einen geheimen Vorrat an Zaubertrank in der Hütte des Häuptlings, während es in der zweiten Phase darum geht, dass Troubadix in ein sehr lautes Horn bläst, um ein Signal zu setzen, das Miraculix vor der Gefahr warnt. Majestix weist darauf hin, dass dies der Hauptgrund dafür ist, dass das Dorf Troubadix noch immer duldet.

### Majestix
Majestix (frz. Abraracourcix, von « à bras raccourcis », wörtlich ‚mit verkürzten Armen‘ im Sinne von ‚mit aller Gewalt‘) ist ein alter Kriegsveteran und der Häuptling des Gallierdorfs. Sein deutscher Name ist von Majestät abgeleitet. Standesgemäß wird Majestix von zwei Trägern auf einem Schild getragen, dessen Vorbesitzer kein Geringerer als der sagenhafte gallische Häuptling Vercingetorix war. Nach der Niederlage der Gallier bei der Schlacht um Alesia ging der Arvernerschild über Umwege, die in dem Band Asterix und der Arvernerschild nachgezeichnet werden, in den Besitz von Majestix über.
Der stolze Häuptling ist überzeugt davon, der wichtigste Mann im Dorf zu sein, was allerdings von seiner Frau Gutemine stark bezweifelt wird. Sie schickt ihn gern mit seinen Trägern zum Einkaufen und untergräbt auch ansonsten regelmäßig seine Autorität. Zu allem Überfluss wird der „Chef“ von seinen beiden Trägern durch Stolpern, Niesen oder kleine Missverständnisse immer wieder zu Fall gebracht, so dass er sich oft „sehr müde“ fühlt. Majestix, von seiner Gattin mal „Schnäuzelchen“, mal „dickes Wildschwein“ genannt, liebt die regelmäßigen Festbankette im Dorf und seine herausgehobene Rolle. Im Allgemeinen wird seinen Anordnungen Respekt gezollt, auch wenn diese aus seiner notorischen Dickköpfigkeit erwachsen. So gibt sein verletzter Stolz in den Bänden Asterix bei den Belgiern und Die Lorbeeren des Cäsar den Anstoß für die Abenteuer.
Seine größte und dauerhafte Sorge ist, dass ihm eines Tages der Himmel auf den Kopf fallen könnte. Das kennzeichnet ihn aus psychologischer Sicht als Angstpatienten. Was seine Politik im Dorf betrifft, ist Majestix sehr undiplomatisch und überlässt lieber Asterix das Reden, er selbst mischt bei den Raufereien im Dorf mit. In den meisten Alben trägt Majestix, wie in der Wirklichkeit auch die römischen Legionäre, das Schwert auf der rechten Seite, während die übrigen Gallier es links tragen.

## Wichtigste Nebenfiguren

### Gutemine
Gutemine (frz. Bonemine, ‚Gute Miene‘) ist die Gattin des Häuptlings Majestix, den sie gut im Griff hat. Er nennt sie „Minchen“. Obwohl sie beim Fischhändler Verleihnix mit Vorrang bedient wird, ist sie mit ihrem Los als First Lady des Dorfes höchst unzufrieden und sehnt sich nach Status und Geld, wenn möglich fern der Provinz in Lutetia, wo ihr Bruder Homöopatix als Geschäftsmann großen Erfolg hat. Die wichtigen Aufgaben ihres Mannes nimmt sie nicht ernst, nutzt seinen Schild samt Trägern zum Einkaufen und entlarvt dadurch ihren oft pompösen Gatten als Pantoffelhelden. Gutemine hatte ihren namentlichen Erstauftritt im elften Band Asterix und der Arvernerschild, in dessen Erscheinungsjahr Goscinny heiratete. In Kampf der Häuptlinge erschien sie kurz in noch unausgereifter Gestalt.

### Verleihnix
Verleihnix (frz. Ordralfabétix, ‚alphabetische Sortierung‘) ist Fischhändler und lässt sich laut des Albums Die große Überfahrt nur von den besten Grossisten aus Lutetia per Ochsenwagen beliefern, obwohl das Dorf direkt am Meer liegt. Dies führt allerdings oft zu Diskussionen, auch handgreiflichen, über die Frische seiner Ware („Mein Fisch stinkt nicht!“). Bei seinem ersten Auftreten im vierzehnten Album Asterix in Spanien zeigt sich allerdings, dass er durchaus gelegentlich selbst mit seinem Boot zum Fischen hinausfährt. In diesem Band sorgt er auch für eine zünftige Fischschlacht. Seinen Vorrat vom letzten Jahr hat er immer bereit, wenn er für Streitereien Wurfgeschosse braucht. Grundsätzlich ist er aber nicht bereit, seine Fische zu verleihen, weil diese ihm oft in schlechtem Zustand zurückgebracht werden. 

### Automatix
Automatix (frz. Cétautomatix, ‚es ist automatisch‘) ist der Schmied in dem kleinen Dorf. Er hat häufiger Meinungsverschiedenheiten mit Troubadix, von dessen Timbre er nicht begeistert ist, und mit Verleihnix, dessen Geschäftsmethoden ihm stinken und dessen Ware ihm anrüchig erscheint. Zumindest seine Zwistigkeiten mit dem Fischhändler erscheinen allerdings oftmals als eigenwilliger Ausdruck gegenseitiger Wertschätzung. Der Dorfschmied hieß von der ersten Geschichte an Cétautomatix, in der deutschen Erstveröffentlichung in Lupo mit Automatix übersetzt, ihre endgültige Form fand die Figur aber erst im neunten Band Asterix und die Normannen. In den Ehapa-Ausgaben wurde erst in Tour de France die Übersetzung Automatix und in späteren Auflagen des ersten Heftes auch dort eingefügt. In den Erstauflagen von Asterix der Gallier heißt er noch Armamix und bearbeitet die Schwerter mit den Fäusten, was sich später ändert.

### Methusalix
Methusalix (frz. Agecanonix, ‚kanonisches Alter‘, d. h. ‚uralt‘) ist ein Veteran der Schlachten von Gergovia und Alesia und ausweislich der Kurzgeschichten schon lange der Dorfälteste, was ihn aber nicht von Prügeleien mit den Dörflern oder den Römern abhält: Methusalix besteht auf seinem Recht auf die Teilnahme an solchen Schlägereien und benutzt dabei gern seinen hölzernen Gehstock. Verheiratet ist er mit der sehr gutaussehenden, im Comic namenlosen Dorfschönheit (nur einmal „Frau Methusalix“ genannt), deren Vorname im Parc Astérix mit ‚Taillefine‘ (Wortspiel aus taille fine, ‚schlanke Figur‘) angegeben wird. Sie ist nicht nur einen halben Meter größer als ihr Mann, sondern auch mindestens sechzig Jahre jünger. Der Fremden gegenüber nicht gerade aufgeschlossene Methusalix debütierte im zwölften Band Asterix bei den Olympischen Spielen, wo sein Alter mit 93 Jahren angegeben wird, allerdings kam die damals noch namenlose Figur bereits in Asterix als Gladiator und Asterix und die Normannen vor.

### Falbala

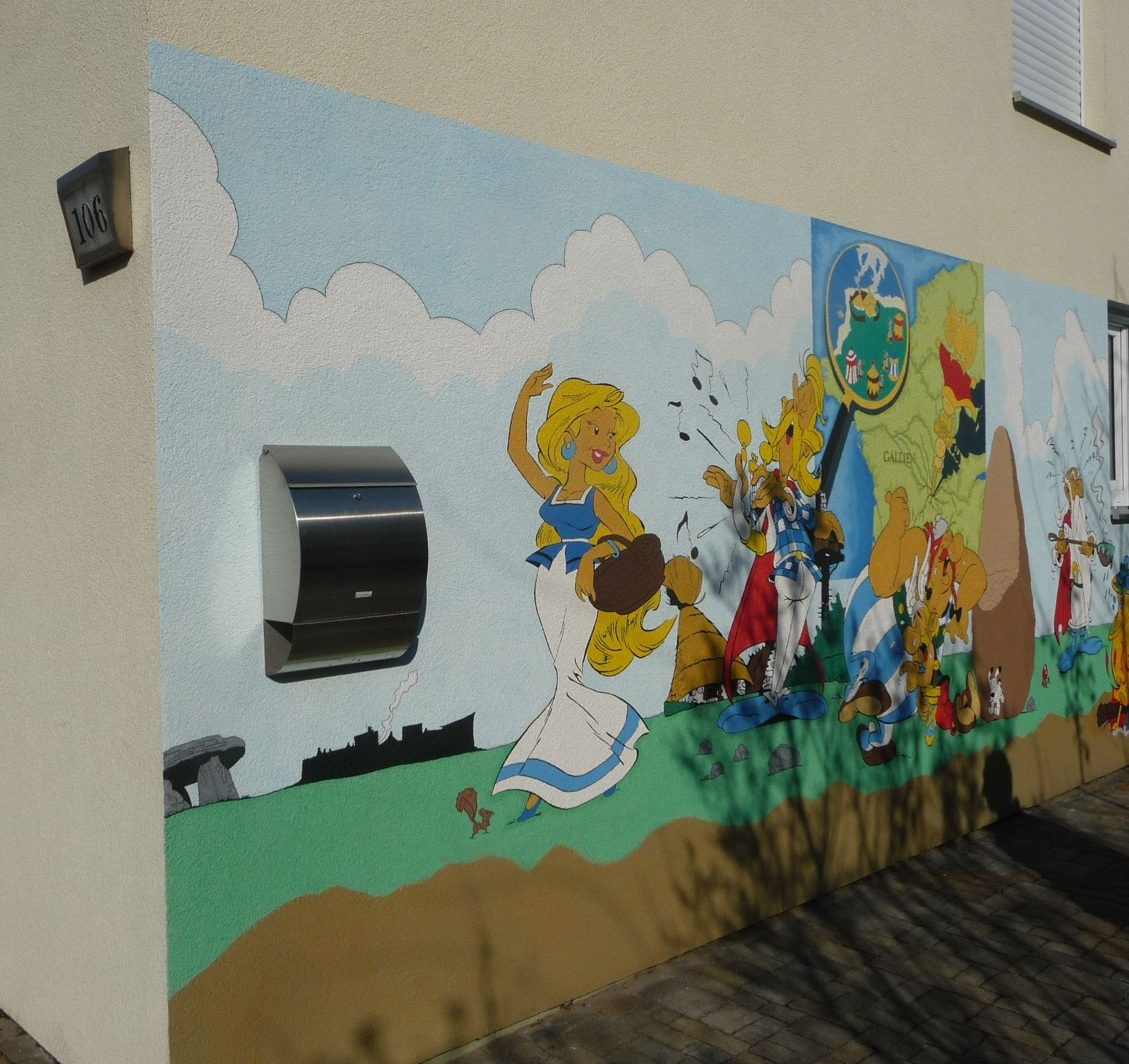
Darstellung von Falbala

Falbala (frz. für ‚Rüsche‘), die in Condate studiert hat, ist die Tochter des Dorfbewohners Quantaplanckix. In Asterix als Legionär ist Tragicomix aus Condate ihr Verlobter, in Asterix und Latraviata ihr Gatte. Hierdurch wird ein unauflöslicher historischer Widerspruch im Handlungsablauf der Asterix-Reihe erzeugt, da der Band mit dem verlobten Paar zur Zeit der Schlacht bei Thapsus spielt, als Pompeius bereits tot war, während er im letzteren Band, also nach der Heirat, noch erscheint. In beiden Bänden sowie zwei Kurzgeschichten spielt die schlanke, blonde Schönheit eine wichtige Nebenrolle, zudem hat sie einen Kurzauftritt in Obelix auf Kreuzfahrt. Es war eigentlich nicht vorgesehen, dass sie mehr als einmal vorkommt. Erst nachdem die Leserschaft mehr Auftritte von Falbala gewünscht hatte, wurde sie abermals gezeichnet. Obelix ist ihr verfallen, doch die Schöne bleibt für ihn unerreichbar. Sie wird stets sehr damenhaft dargestellt, was einen besonderen Kontrast zu dem sehr rustikalen Obelix schafft. Nach Aussage von Uderzo ist das Aussehen Falbalas von seiner Frau Ada inspiriert.

### Piraten
Die Piraten tauchen bei fast jeder (Schiffs-)Reise von Asterix und Obelix auf und werden immer wieder zu deren Opfern. Ausnahmen bilden lediglich ihr Auftreten im Band Asterix und der Kupferkessel, in dem die Piraten zwar anfangs verprügelt werden, zum Schluss aber eine beträchtliche Beute machen, sowie in Asterix in Spanien, Die Odyssee und Asterix und Latraviata. In acht Bänden treten die Piraten nicht persönlich auf, werden jedoch in zweien dieser Bände erwähnt. Die verschiedenen Versuche, die römischen, ägyptischen oder phönizischen Galeeren zu überfallen, auf denen die beiden Helden unterwegs sind, enden meist damit, dass das Schiff der Piraten versenkt wird. Im Band Asterix bei den Belgiern wird es versehentlich versenkt, als Obelix einen von einem römischen Katapult geschleuderten Stein zurückwirft, damit jedoch das weit hinter dem römischen Lager vor der Küste kreuzende Piratenschiff trifft. Auch im Band Die weiße Iris werden sie versehentlich von einem von Obelix geworfenen Stein getroffen und versenkt. Aus Furcht vor Asterix und Obelix versenken sich die Piraten manchmal selbst, sehr zum Leidwesen von Obelix, der sich um eine Schlägerei betrogen sieht. In Die große Überfahrt wird das Schiff wegen des Geburtstags des Kapitäns auf dessen Bitte hin zwar nicht versenkt; als „Gegenleistung“ müssen die Piraten jedoch hinnehmen, dass die Gallier die reichlich gedeckte Geburtstagstafel erbeuten. Lediglich eine kleine Wurst wird ihnen von Asterix mit der ironischen Bemerkung „Feiert schön!“ überlassen. Sie versuchen, die gallischen Gewässer zu meiden, was ihnen allerdings kaum etwas nützt. In Die Lorbeeren des Cäsar werden sie als Gefangene im Triumphzug Cäsars in Rom mitgeführt. Die wichtigsten Piraten sind der rotbärtige Kapitän mit der Augenklappe (Barbe-Rouge, dt.: ‚Rotbart‘), der ältere Freibeuter mit dem Holzbein, der mit Vorliebe lateinische Sprüche klopft (Triple Patte bzw. ‚Dreifuß‘) und der Numider im Ausguck, der einen kreolischen Akzent pflegt (‚Baba‘). Alle drei sind Karikaturen der Figuren aus der französischen Comic-Serie Barbe-Rouge (‚Der rote Korsar‘), die wie Asterix in Pilote erschien. Erstmals zu sehen waren die Piraten im chronologisch vierten Album Asterix als Gladiator. Im Band Die Tochter des Vercingetorix gesteht der Piratenkapitän lediglich den Galliern das Recht zu, sie zu versenken, sonst niemandem.

### Julius Cäsar
Julius Caesar hat dem Imperium Romanum bereits ganz Gallien einverleibt. „Ganz Gallien? Nein! Ein von unbeugsamen Galliern bevölkertes Dorf“ sturer Hinterwäldler zieht der römischen Zivilisation seine gallische Barbarei vor und verfolgt ihn damit bis in seine Albträume. Doch Cäsar hat auch immer wieder neue Strategien gegen Asterix und seine Freunde parat.
Obwohl sie eigentlich Feinde sind, decken die Gallier wiederholt Verschwörungen gegen Caesar auf, bei denen es oft um den Besitz des Zaubertranks geht (Asterix der Gallier, Die Odyssee oder Obelix auf Kreuzfahrt). Vor allem in späteren Bänden tritt Caesar auch als deutlich fairerer Gegenspieler als andere römische Akteure auf. In Der Sohn des Asterix beschützen die Gallier Caesars und Kleopatras gemeinsamen Sohn Ptolemaios vor Brutus (in den Comics als Caesars Adoptivsohn dargestellt). Zum Dank lässt Caesar das Dorf der Gallier wieder aufbauen, das Brutus hat niederbrennen lassen, und nimmt am traditionellen Schlussbankett der Gallier teil.
Seine bildliche Darstellung in den Comics ist geschmeichelt – der Imperator war zu der Zeit bereits (fast) kahl. Zudem residierte er nur äußerst selten in Rom, die meiste Zeit befand er sich auf Feldzügen. Auch betrug die Zeit seiner Alleinherrschaft nur wenige Jahre. Der Charakter Roms als prachtvolle Kaiserresidenz spielt auf zahlreiche Historienfilme an und spiegelt den Stand des zweiten und dritten Jahrhunderts nach Christus wider – also hunderte Jahre nach Caesars Lebzeiten.
Während die meisten anderen Römer den Galliern als „Faustfutter“ dienen, nimmt der Diktator im Dorf eher eine Respektsposition ein, was dadurch bestätigt wird, dass er als einer der wenigen Römer nie geschlagen wird.
In ironischer Anspielung auf das Recht, ständig den Lorbeerkranz und die Robe eines Triumphators tragen zu dürfen, das ihm knapp ein Jahr vor seiner Ermordung verliehen wurde und seinem Hang zur Selbstdarstellung entgegenkam, trägt Caesar in den Asterix-Alben auch in völlig unpassenden Situationen diesen Ehrenschmuck.

## Sonstige
Die nachfolgende Liste enthält weitere Nebenfiguren in alphabetischer Reihenfolge.
AbbaAbba ist die Tochter des Wikingerhäuptlings Maulaf im Film Asterix und die Wikinger. Sie heiratet Grautvornix, den Sohn von Ozeanix.
AdrenalineAdrenaline (frz. Adrénaline) ist Die Tochter des Vercingetorix und Hauptfigur des gleichnamigen Bandes.
Aerobus, CaiusDer römische Zenturio Caius Aerobus ist Lagerkommandant von Aquarium im Band Streit um Asterix. Er taucht ebenfalls im Film Asterix – Sieg über Cäsar auf. Sein Äußeres ist dem französischen Schauspieler Lino Ventura nachgebildet.
AlavacomgetepusDer Präfekt Galliens, Alavacomgetepus (frz. „à la va comme je te pousse!“ – ‚Auf die Schnelle (erledigen)‘), lässt Troubadix im Band Asterix als Gladiator entführen, um Caesar ein außergewöhnliches Geschenk zu machen. Alavacomgetepus ist eine Karikatur des Journalisten Georges Fronval, der die Comiczeitschrift Pilote mitbegründete, in der Asterix lange Jahre erschien.
AlkoholixAlkoholix (frz. Alambix, alambic = Destillierhelm) ist Arverner und lebt in Gergovia, wo er Weine und Kohlen verkauft. Schon zur Zeit der Niederlage bei Alesia hat er eine Wirtschaft geführt und ist so in den Besitz des Schildes des Vercingetorix gelangt, welchen er kurz danach Majestix schenkte. In Asterix und der Arvernerschild unterstützt er Asterix und Obelix. In Asterix auf Korsika besucht er das gallische Dorf zum Jahresfest von Gergovia.
AmnesixAmnesix (nachgebildet zu Amnesie) ist ein Druide, der auf die Heilung von Geisteskrankheiten spezialisiert ist. Die Dorfbewohner holen ihn zu Hilfe, weil Miraculix Gedächtnis und Verstand verloren hat, nachdem er von Obelix versehentlich mit einem Hinkelstein beworfen worden ist. Amnesix ereilt das gleiche Schicksal, als Obelix an ihm den Unfallhergang demonstriert. Er hat eine Assistentin namens Gibtermine (in früheren Ausgaben: Bufilter). Siehe Der Kampf der Häuptlinge
Aplusbegalixsiehe Augenblix.
ArchaeopterixDruide, geheimer Hüter des Wissens der Gallier und ehemaliger Lehrer des Miraculix, an dessen Namen er sich nicht mehr erinnern kann. Er lebt im Karnutenwald, wo er den Papyrus des Cäsar mündlich aufzeichnet.
AspixAspix (frz. Blinix) ist der Sohn des Verleihnix im Band Die Tochter des Vercingetorix, zunächst Praktikant bei seinem Vater, möchte aber lieber Schmied lernen bei dessen Rivalen Automatix, dem Vater seines Freundes Selfix.
AstronomixAsterix’ Vater. Von ihm hat sein Sohn den kleinen Wuchs und seine Cleverness geerbt. Außerdem ist er der beste Freund und spätere Geschäftspartner von Obelix’ Vater Obelodalix.
AugenblixDer römisch-gallische Häuptling des Dorfes Serum, der auf Vorschlag des Zenturios Lacmus Majestix zum Kampf der Häuptlinge auffordern soll. Augenblix ist anfangs skrupellos, brutal und ehrgeizig, wird jedoch zum höflichsten Häuptling von ganz Gallien, nachdem er von Obelix mit einem Hinkelstein beworfen worden ist. In der älteren deutschen Übersetzung sowie im französischen Original ist sein Name Aplusbégalix, was ausgesprochen im Französischen der Gleichung A + B = X entspricht.
AusdiemausVenator (auf Tierkämpfe spezialisierter Gladiator), der den Greif fangen soll, obwohl er zuvor vergeblich versuchte, einen Zyklopen und Riesenkraken zu fangen, und Seehunde für Sirenen hielt, aber immerhin eine Giraffe fangen konnte, auch wenn er meinte, es sei eine langhalsige Hyäne. Wichtiger ist ihm aber, als erster den „Rand der Welt“ zu erblicken.
AuseinemgusZenturio im befestigten Römerlager Babaorum auf der Suche nach dem Papyrus des Cäsar
Ausgus, GaiusZenturio im befestigten Römerlager Kleinbonum. Im Album Der Seher versucht er, mit Hilfe des betrügerischen Sehers Lügfix die Gallier aus ihrem Dorf zu vertreiben. Kurzzeitig hat er damit Erfolg und lässt Julius Cäsar melden, dass „ganz Gallien“ erobert ist. Der Sonderbotschafter Handcus, der dies überprüfen soll, wird jedoch von den inzwischen zurückgekehrten Galliern aus dem Dorf geworfen und degradiert Ausgus, der zwischenzeitlich schon davon träumte, mit Hilfe von Lügfix Karriere zu machen und sogar Cäsar zu verdrängen, daraufhin zum normalen Legionär.
AutogenixAutogenix (frz. Cétaubofix, c’est au beau fixe – es läuft prächtig) ist der Vater von Automatix und prügelt sich gerne mit Verliernix, dem Vater von Verleihnix, wegen verdorbener Fische. Dieser Dauerzwist wird von den Vätern auf die Söhne vererbt. Sein Name ist eine Anspielung auf ein Verfahren in der Stahlbearbeitung, das so genannte Autogenschweißen.
BegoniaHalbschwester von Cäsars angeheirateter Cousine, deren rotes Cape Asterix hilft, in der Arena von Hispalis einen Auerochsen zu besiegen, worauf sie seine Begnadigung erwirkt.
BerlixProfessor für lebende Sprachen an der Schule in Serum, benannt nach dem Amerikaner M. D. Berlitz, dem Gründer fremdsprachiger Privatschulen.
BifidusRömischer Senator, hat beim Aufwachen oft Geistesblitze, so auch für das große Transcaliga-Rennen, um vom furchtbar schlechten Zustand des römischen Straßennetzes abzulenken, für das er zuständig ist.
BigdathaStummer numidischer Schreiber, der den Papyrus des Cäsar zur Seite schafft, um zu verhindern, dass ein wichtiges Kapitel der gallischen Geschichte unterschlagen wird. Als denkender Schreiber unerhört.
BlicktnixBlicktnix (frz. Simplebasix) ist ein Bewohner des gallischen Dorfes, der von Selfix einen Baseballcap-ähnlichen Helm erhält. Er soll als Nachtwache verhindern, dass Adrenaline mal wieder ausbüxt (siehe: Die Tochter des Vercingetorix).
Bockschus, ClaudiusClaudius Bockschus (frz. Claudius Nonpossumus, lat.: non possumus – wir können nicht, Weigerung der Kirche gegenüber weltlichen Anordnungen) ist ein römischer Zenturio und dafür verantwortlich, den von Cäsar entführten spanischen Häuptlingssohn Perikles, genannt Pepe, zu bewachen. Beim Versuch, den von Asterix und Obelix Befreiten erneut zu entführen, gibt er sich als Spanier Arrividerci y Roma (frz. Dansonsurlepon y Davignon, Anspielung auf das frz. Volkslied „Sur le pont d’Avignon, l’on y danse …“) aus. Sein deutscher Name ist eine Anspielung auf die Redewendung „einen Bock schießen“. Siehe Asterix in Spanien.
Bonus, GaiusGaius Bonus ist der Zenturio des Römerlagers Kleinbonum im ersten Band, der Miraculix entführen lässt, um in den Besitz des Zaubertrankes zu kommen.
BonusmalusIn Asterix und Latraviata Präfekt von Condate und Vertrauter des Pompejus, der Nachforschungen nach dessen Waffen anstellt.
BoxoffixSchauspieler in Lutetia, in Die weiße Iris wird ihm bei der Aufführung des Stücks Warten auf Godos von den „Schmierenkomödianten“ Asterix, Majestix und Obelix die Schau gestohlen. Sein Name spielt auf engl. „Box Office“ (dt.: „Eintrittskartenschalter“, „Abendkasse“) an.
Bravo, Costa Ysiehe Costa y Bravo
BriseradiusUnter Gaius Obtus verantwortlich für die Ausbildung von Asterix als Gladiator. Nach einer Trainingseinheit mit Asterix und Obelix kehrt er zurück in die Spitzenfabrik seines Vaters.
BrudercusZenturio, Leiter des Jagdtrupps, der in Asterix und der Greif den Greif für Cäsars Zirkusspiele fangen soll. Ist dem US-Schauspieler Brian Dennehy nachempfunden.
BrutusBrutus wird in den Comics als Adoptivsohn Cäsars dargestellt und wird von Cäsar für einen Nichtsnutz gehalten. Vorbild ist Marcus Iunius Brutus, einer der Mörder Cäsars.
Cactus, PrimusPrimus Cactus (frz. Julius Épinedecactus, épine de cactus – Kaktusstachel) ist in Der Sohn des Asterix ein Römer, der unter dem Pseudonym „Vaseline“ (frz. Rosaépine) und als Amme verkleidet im Dorf der Gallier nach dem Sohn Asterix’ Ausschau hält. Unter seinem Kommando wird das Dorf in Brand geschossen.
CalendulaVerkaufsassistentin des Neu- und Gebrauchtwagenhändlers Erlkönix in Darioritum. Sie verkauft Obelix den Wagen, mit dem er und Asterix am Transcaliga-Rennen teilnehmen.
CaligariusName des römischen Wagenlenkers im deutschen Band Asterix in Italien; in der französischen Originalausgabe (Astérix et la Transitalique) heißt er Coronavirus, weswegen der 37. Band, der 2017 erschienen war, bei der Corona-Pandemie 2020 Aufsehen erregte.
CasanowaSarmatische Amazone in Asterix und der Greif, die sich in Obelix verliebt.
CholerikCholerik (frz. Téléféric, téléférique – Seilbahn) ist der oberste Chef der Goten. Er liebt blutige Hinrichtungen. Später agiert er wie entfesselt.
Corruptusversoffener Zenturio, der kurzzeitig im Besitz des Arvernerschilds ist, ihn aber gegen eine Amphore Wein eintauscht und am Ende, da er sauber ist, von Cäsar zum Garnisonskommandanten von Gergovia befördert wird.
Costa y BravoCosta y Bravo (frz. Soupalognon y Crouton, soupe à l’oignon et croûtons – Zwiebelsuppe mit Croûtons) ist der Stammeshäuptling des einen Dorfes in Hispanien, das allein dem Eroberer Cäsar die Stirn bietet. Um ihn in die Knie zu zwingen, lässt Cäsar seinen Sohn Pepe entführen, der dann von Asterix und Obelix zurückgebracht wird. Sein Name ist eine Anspielung auf die Costa Brava sowie auf die Namensgebung im modernen Spanisch, wo zwei (Familien-)Namen mit einem ‚y‘ verbunden werden können. Siehe Asterix in Spanien.
Croesus LupusRömischer Garum-Fabrikant und Hauptsponsor des großen Transcaliga-Rennens. Er ist eine Karikatur von Silvio Berlusconi. Sein Name spielt auf den sagenhaft reichen König Krösus an.
DaisayahDaisayah (frz. Kiwoàlàh, qui voilà? – wer ist da?) ist ein Guru in der Geschichte Asterix im Morgenland. Er will wegen einer andauernden Dürreperiode unter dem Vorwand, den Gott des Regens milde zu stimmen, die schöne Prinzessin Orandschade opfern, um an den Thron des Maharadschas zu kommen. Nach eigenen Angaben ist Daisayah der Vetter des Großwesirs Isnogud, von dem er die Nase hat. Der Name ist in der deutschen Übersetzung ein Wortspiel auf „Da ist er ja“.
DaximplusDaximplus (frz. Sipilinclus, six piles inclus – einschließlich sechs Batterien) ist Kommandant des römischen Lagers Babaorum in Die weiße Iris.
DemonstratosGriechischer Fremdenführer, der den Galliern auf dem Weg zu den Olympischen Spielen die Sehenswürdigkeiten Athens zeigt und sie zu einer guten Herberge führt, die – wie auch die Kutsche, mit der sie dorthin fahren, und ein Restaurant, zu dem er sie führt – von einem seiner Vettern geführt wird.
Destruktivus, TulliusTullius Destruktivus (frz. Tullius Détritus, détritus – Abfall) ist ein Intrigant, der im Streit um Asterix von Cäsar den Auftrag erhält, Streit ins Dorf der unbeugsamen Gallier zu tragen und so ihren legendären Zusammenhalt zu unterminieren. Am Ende wird er von Asterix mit seinen eigenen Waffen geschlagen.
DiagnostixDruide, der das Thermalbad von Aquae Calidae leitet, in das Majestix von Miraculix zur Kur geschickt wird.
DienstschlussRömischer Veteran, der mit seiner Truppe die sarmatische Geisel Kalaschnikowa bewachen soll, aber daran verzweifelt, dass alle seine Männer für die Gefangene Schneeglöckchen pflücken wollen.
DompfafDer Normanne Dompfaf (frz. Batdaf, Bat d’Af, Abk. für Bataillons d’Afrique – Afrika-Bataillone) ist Adjutant des Häuptlings Olaf Maulaf und wird zur Erkundung des Landes und für andere Aufgaben eingesetzt. Siehe Asterix und die Normannen.
DuplikataDuplikata (frz. Duplicatha) ist der numidische Chefsklave beim Bau der Trabantenstadt.
EgmontixDer Menapier Egmontix (frz. Vanendfaillevesix, von engl. „one and five six“ – (1 + 5 = 6)) ist ein belgischer Häuptling, der sich im Wettstreit mit Asterix bei den Belgiern am Zerstören von Römerlagern beteiligt. Der Name ist eine Anspielung auf Lamoral von Egmond, der schon Goethe zu seinem Trauerspiel Egmont inspirierte.
ElektrikElektrik (frz. Electric) ist ein gotischer Straßenfeger. In Asterix und die Goten ruft er sich – nach Einflüsterungen und Zugabe von Zaubertrank durch Asterix und Miraculix – zum General Elektrik (eine Anspielung auf den US-Konzern General Electric) und Chef aller Goten aus, um die Regierung zu stürzen. Er kehrt nie wieder.
EleonoradusTheaterregisseur in Condate, der nach der Aufkündigung des Engagements seiner Schauspieler sie durch die zufällig vorbeikommenden Asterix und Obelix ersetzt. Letzterer verhilft Eleonoradus mit seinem Ausspruch „Die spinnen, die Römer!“ zu einem Engagement im Zirkus in Rom.
Enternixist der Kapitän der Piraten, auf die Asterix jedes Mal stößt, wenn er auf dem Meer ist. Sein Name fällt das einzige Mal im Band Asterix und der Kupferkessel.
Epidemaisphönizischer Händler, der Asterix und Obelix bei verschiedenen Abenteuern eine Mitreisegelegenheit auf seinem Schiff anbietet. Sein Name steht für das französische « épi de maïs » (deutsch: „Maiskolben“).
Erik der BlondeErik der Blonde (frz. Kerøsen) ist der verhinderte Entdecker der Neuen Welt in Die große Überfahrt. Siehe Erik der Rote.
ErindjahErindjah (frz. Kiçàh, „qui ça?“ – „wer?“) ist der tapfere Retter von Orandschade. In einem 20-tägigen Flug auf seinem Teppich schafft er die Reise aus dem Morgenland in das kleine gallische Dorf. Sein Name ist eine Anspielung auf die Fluggesellschaft Air India.
ErlkönixNeu- und Gebrauchtwagenhändler in Darioritum, der Obelix den Wagen verkauft, mit dem er und Asterix am Transcaliga-Rennen teilnehmen.
EtepeteteNubische Prinzessin aus dem Reich von Kusch, nimmt gemeinsam mit ihrer Schwester Rakete in ihrem von Zebras gezogenen Wagen am großen Transcaliga-Rennen teil; sie verlieben sich dabei in Idefix.
FafnieVerspielter Wächter des Lochs und Totemtier des Clans von Mac Aphon bei den Pikten, laut Obelix eine Art Otter. Vorfahre des Ungeheuer von Loch Ness. Dem Namen nach mit Fafnir verwandt.
FakeniusRömischer Legionär, Mitglied des Jagdtrupps auf den Greif, dem es verdächtig vorkommt, dass die Sonne jeden Morgen im Osten aufgeht. Sein Name spielt auf den Begriff „Fake News“ an.
Faulus, GaiusGaius Faulus (frz. Caius Joligibus, joli gibus – hübscher Klappzylinder) ist ein römischer Legionär mit dem Grundsatz, sich auf keinen Fall anzustrengen. Er trinkt gern und viel Wein und meidet Bewegung. Als er auf der Suche nach dem Arvernerschild als Spion eingesetzt wird, gibt er den Galliern Informationen über die geheime Suche preis. Dass er sich als einer von nur zwei Legionären nicht schmutzig macht, verhilft ihm zur Beförderung zum Zenturio.
FerdecusFerdecus ist ein römischer Legionär, der sich auf der Suche nach dem Greif nur für die Amazone Kalaschnikowa interessiert. Die anderen Römer sind deshalb eifersüchtig, weil auch sie mal auf Kalaschnikowa aufpassen wollen.
Firlefanzus, TulliusFirlefanzus (frz. Fanfrelus) ist Sonderbeauftragter Cäsars, der den Schild des Vercingetorix suchen soll.
FlocircusErzieher (Papas) von Ludwikamadeus und Kommandant eines römischen Schlachtschiffes. Es soll verhindern, dass Adrenaline auf dem Seeweg Republikflucht begeht.
FortwienixGallischer Fischer, der das Pech hatte, den Wikingern von Ivar dem Schrecklichen auf einem Raubzug zu begegnen, und bei ihnen als Sklave lebt. Er verhilft Asterix und Obelix im Band Die große Überfahrt zur Flucht und Miraculix zu frischem Fisch für den Zaubertrank.
FrancocampusFrancocampus (frz. Guilus, nach dem Showmaster Guy Lux) moderiert eine Werbeveranstaltung für die Trabantenstadt. Sein Name in der deutschen Ausgabe heißt übersetzt „Frankenfeld“.
GalantineEhefrau von Homöopathix, dem Bruder von Gutemine, in einem Versprecher von Majestix Gelatine genannt, am Beginn der Geschichte von den Lorbeeren des Cäsar.
GelatineGelatine (frz. Angine – Angina) ist die Frau von Orthopädix und, wie dieser mit Majestix, mit dessen Frau Gutemine seelenverwandt. Sie treibt ihren Mann nach dem Geschenk Cäsars zur Kandidatur gegen Majestix für das Häuptlingsamt, woraufhin das Dorf sich im Wahlkampf beinahe spaltet. Im französischen Original wurde der Name Gélatine später für die Mutter von Obelix gewählt, so dass für diese ein anderer deutscher Name gefunden werden musste (Popeline).
GlobulusRömischer Geograf, der Cäsar verspricht, einen Greif für seine Zirkusspiele zu beschaffen. Ihm ist bewusst, dass die Erde eine Kugel ist. Er weist Ähnlichkeit mit dem französischen Schriftsteller Michel Houellebecq auf.
GracchusSohn von Claudius Überflus, der ihn „Blödel“ nennt. Ist als Einziger begeistert von Asterix’ Kochkunst, die aus ihm nach nächtlichen Zechtouren einen neuen Menschen macht. Siehe Die Lorbeeren des Cäsar
GrautvornixGrautvornix (frz. Goudurix, goût du risque – Risikobereitschaft) ist der Sohn von Ozeanix, dem in Lutetia wohnenden Bruder von Majestix. Er soll seine Ferien in dem kleinen gallischen Dorf verbringen, da sein Vater sich zu Recht sorgt, er könne verweichlichen. Von den Normannen wird er hochgeschätzt als Fachmann für Angst.
GreulixGreulix (frz. Acidenitrix, acide nitrique – Salpetersäure) ist die rechte Hand von Häuptling Grobianix in der Geschichte vom Großen Graben. Als wahrer Widerling trägt er die Züge eines Herings mit Vampirzähnen, riecht nach Hering und trägt ein schuppiges Gewand. Zum Schluss endet dieser Ränkeschmied, dank Grünix, als Sklave im Römerlager.
GrienolineGrienoline (frz. Fanzine) ist die Tochter von Grobianix und über den großen Graben hinweg in Grünix verliebt.
GriesgramixGriesgramix (frz. Tournedix, tourne disque – Plattenspieler) ist der Häuptling der linken Dorfhälfte im Band Der große Graben. Er hat mit Majestix vor Gergovia gekämpft.
GrobianixGrobianix (frz. Ségrégationnix, ségrégationniste – Befürworter der Rassentrennung) ist der Häuptling der rechten Dorfhälfte im Band Der große Graben. Leider lässt er sich leicht von seiner rechten Hand Greulix beeinflussen.
GrünixGrünix (frz. Comix) ist der Sohn von Griesgramix, dem Chef der linken Dorfhälfte aus dem Band Der große Graben. Zum Schluss befreit er seine Geliebte Grienoline aus den Händen von Greulix, führt sie vor den Traualtar und wird Häuptling des gesamten Dorfes.
HabdenblusZenturio, der bei den Pikten eine Allianz mit Mac Abberh schmiedet, aber am Ende mit ihm den Loch runter geht.
HandzumgrusLegionär, kundschaftet im Band Der Kampf der Häuptlinge in einem Baum versteckt das gallische Dorf aus. Die Druiden verleihen ihm Farbe und später große Leichtigkeit. In der älteren Übersetzung heißt er wie im französischen Original Plutoqueprévus, von fr. « plus tôt que prévu » (deutsch: „früher als vorgesehen“).
HeuchlerixHeuchlerix (frz. Quatrédeusix, „quatre et deux font six“ – „4 + 2 = 6“) verrät auf der Tour de France Asterix und Obelix an die Römer. Diese erwischen bloß Asterix, sodass sich Obelix Heuchlerix zur Brust nimmt.
Himmelschorus, SamsonEigentlich Rosenblumenthalowitsch, jüdischer Händler, bei dem Asterix und Obelix Steinöl für den Zaubertrank kaufen wollen, das aber von den Römern verbrannt wurde.
Hochgenus, ClaudiusLegionär und Kamerad von Keinentschlus im Band Das Geschenk Cäsars. Erhält bei der Entlassung eine Parzelle in der Gegend von Nicea, wo er Salat anbauen will. Hält es dort aber nicht lange aus und verpflichtet sich als Optio nochmals für 20 Jahre. Im Lager Laudanum trifft er erneut auf Keinentschlus. Da er ihn bei seinem Verlangen unterstützt, das Dorf zurückzubekommen, wird er von Zusammenschlus zum Legionär zweiten Ranges degradiert.
HolperikHolperik (frz. Cloridric, chlorhydrique – salzsauer) ist der Übersetzer in Choleriks Stamm. Allerdings verfälscht er seine Übersetzungen. Durch die Hilfe von Asterix, Obelix und Miraculix wird Holperik vorübergehend der Häuptling aller Goten.
HomöopatixHomöopatix (frz. Homéopatix) ist der Bruder von Gutemine und als Geschäftsmann in Lutetia erfolgreich. Das Verhältnis zu seinem Schwager Majestix ist angespannt, sodass es zur Jagd nach den Lorbeeren des Cäsar kommt. Er erscheint erneut im Band Die weiße Iris, als Gutemine und Visusversus ihn in Lutetia besuchten.
Hotelterminus(frz. terminus – Kopfbahnhof): → Siehe Nixalsverdrus
Hydrochloridix, AcidixAcidix Hydrochloridix ist römischer Spion, der im Band Asterix als Legionär Asterix und Obelix hilft, im Krieg Cäsars gegen Scipio das Lager Scipios zu finden, in dem Tragicomix vermutet wird. Sein Name steht für Hydrogenchlorid, also Chlorwasserstoff (Salzsäure); sein Deckname „HCL“ entspricht der chemischen Summenformel (HCl) des Stoffes.
Incorruptus, ClaudiusIm Band Asterix bei den Schweizern wird der Quästor Claudius Incorruptus (frz. Claudius Malosinus, „mal aux sinus“ – „schmerzhafte Nebenhöhlen“) aus Rom nach Aremorica geschickt, um die fragwürdigen Bilanzen der Steuereinnahmen aus dieser Provinz zu überprüfen, denn der dekadente Statthalter Aggripus Virus betrügt das Schatzamt in Rom um das Gros der Einnahmen, um seinen verschwenderischen Luxus zu finanzieren. Bevor Incorruptus seiner Arbeit nachgehen kann, wird er, weil seinem Namen getreu unbestechlich, vom Statthalter vergiftet und vom Druiden Miraculix nur mit Mühe am Leben gehalten. Er findet derweil Zuflucht im gallischen Dorf und ist der erste Römer, der als Gast am gallischen Schlussbankett teilnehmen darf.
Ivar der SchrecklicheChef des Wikingerstamms, aus dem Erik der Blonde zur Entdeckung der neuen Welt aufgebrochen ist. Glaubt, dass in seinem Staat etwas faul ist, weil sich die angeblichen Eingeborenen aus der Neuen Welt als Gallier entpuppen. Nach einer „schønen Rauferei“ versöhnt er sich aber mit Erik.
JellosubmarineJellosubmarine (frz. Iélosubmarine) ist die Frau des Verleihnix und ähnlich ambitioniert wie Gutemine, mit der sie oft im Streit liegt. Ihr Name ist eine Anspielung auf das Lied Yellow Submarine der Beatles.
KalaschnikowaSarmatische Amazone, Lieblingsnichte von Terrine und Matrjoschkowa, Geisel der Römer, die sie zum Greif führen soll, die aber gerne Katz und Maus mit ihren Verehrern spielt.
KantineKantine ist bei den Belgiern die Frau von Stellartoix, dem Nervier. Sie ist eine Karikatur der belgischen Schauspielerin und Sängerin Annie Cordy.
KeinentschlusKeinentschlus (frz. Roméomontaigus) ist ein stets betrunkener Veteran der römischen Legion, der zu seinem Ausscheiden aus der Legion nach zwanzigjähriger Dienstzeit von Julius Cäsar das gallische Dorf geschenkt bekommt. Einen zweiten Auftritt als versoffener Legionär hat er in Asterix und Latraviata. Im Band Die Tochter des Vercingetorix taucht er als versoffenes Mitglied der Piraten auf.
KleopatraKleopatra ist die Königin von Ägypten, die für ihren Jähzorn ebenso gefürchtet wie für ihre schöne Nase berühmt ist. Die Gallier lernen sie kennen, als sie dem Architekten Numerobis helfen, ihr einen Palast für Cäsar zu bauen. Danach taucht sie noch mehrfach auf; unter anderem retten die Gallier ihren und Cäsars Sohn Caesarion vor den Intrigen seiner Feinde.
Kneipix, CäsarCäsar Kneipix (frz. César Labeldecadix) betreibt im Band Tour de France eine Schiffertaverne in Massilia. Sein Vorname löst bei Asterix und Obelix Verwirrung aus, als diese seine Kneipe betreten, um eine Bouillabaisse zu kaufen. Er hält mit einigen Gästen die römischen Legionen, die Asterix und Obelix festnehmen wollen, durch ein Boule-Spiel auf. Cäsar Kneipix taucht im Band Asterix auf Korsika, zusammen mit Kapitän Numalfix und Schönfix, als Gast im gallischen Dorf auf. Cäsar Kneipix ist eine Karikatur des französischen Schauspielers Raimu. Seine Gäste tragen die Züge Paul Dulacs, Fernand Charpins und Robert Vattiers, seine Frau die von Orane Demazis, allesamt französische Schauspieler.
KokolorixKokolorix ist der Hahn des gallischen Dorfes. In einer Kurzgeschichte, die so heißt wie er und in der sein Name zum ersten Mal erwähnt wird, legt er sich mit einem Adler an, den er aber, dank Idefix und dem Zaubertrank, besiegen kann. Kokolorix’ Henne ist Rosaline.
Kryptografist im Film Asterix und die Wikinger der Druide im Dorf von Maulaf. Seine Redewendungen, die er als die Worte der Götter ausgibt, werden von den Wikingern immer wieder falsch interpretiert und wortwörtlich genommen.
KurzschlusNeidischer Sklave von Claudius Überflus, der aus Neid Asterix und Obelix verrät, ihnen dann aber die Lorbeeren des Cäsar beschafft, indem er diese gegen Fenchel austauscht.
LacmusZenturio Lacmus (in der älteren Übersetzung Langélus wie im französischen Original für „der Angelus“) ist der ständig brüllende Kommandant des Lagers Babaorum, der den Kampf der Häuptlinge initiiert. Sein Name spielt auf sein Temperament an: Der chemische Indikator Lackmus färbt sich in saurer Umgebung rot. Zenturio Lacmus ist eine Karikatur des italienischen Diktators Benito Mussolini.
Lapsusrömischer Unteroffizier, verfolgt im Band Asterix bei den Briten Asterix und Obelix, um sie zu verhaften. Fälschlich wurden von Goscinny in den frühen Asterix-Geschichten analog zum Centurio für eine Hundertschaft die niedrigsten Führungsdienstgrade der Legion als „Decurio“ bezeichnet, was in der spätrepublikanischen Zeit die Bezeichnung für den Führer einer Reitereinheit war. In späteren Bänden wurde dann korrekt die Bezeichnung „Optio“ verwendet.
LatraviataLatraviata ist eine römische Schauspielerin und Agentin und wird als Falbala verkleidet in das Dorf der Gallier geschleust. Am Ende erhält sie den „goldenen Cäsar“. Der Name ist eine Anspielung auf die Oper La traviata von Giuseppe Verdi, der Name des Preises auf den französischen Filmpreis César.
LetitbixKapitän und Besitzer eines Schiffes, mit dem Adrenaline versucht, die Insel Thule zu erreichen (siehe: Die Tochter des Vercingetorix). Sein Name ist eine Anspielung auf das Lied Let it be bzw. das gleichnamige letzte Studioalbum der Beatles.
LudwikamadeusDer gotische Ziehsohn von Flocircus und Blechtrommler (siehe: Die Tochter des Vercingetorix).
LuftschlosGriechischer Philosoph, wird in Die weiße Iris als Urheber der gleichnamigen Denkmethode erwähnt.
LügfixLügfix (frz. Prolix, prolixe – weitschweifig) ist die Hauptfigur im Asterix-Band Der Seher und hat eine Schlüsselrolle im Film Asterix – Operation Hinkelstein. Er ist ein alter, sehr dünner Mann, der mit einem Wolfspelz bekleidet als Seher durch die Lande zieht. Er kann zwar nur die selbstverständlichsten Dinge voraussagen, dennoch schenken ihm die naiven Dorfbewohner Glauben.
Mac AbberhMachthungriger Chef eines Piktenclans. Für sein Gesicht stand der Schauspieler und bekannte Filmbösewicht Vincent Cassel Pate.
Mac AphonPikte, der von Mac Abberh an einen Baumstamm gekettet wurde und in einer Eisscholle eingefroren am Strand vor dem Dorf der unbesiegbaren Galier angespült wird. In seinem Äußeren erinnert er an Umpah-Pah, eine von den Asterix-Erfindern Uderzo und Goscinny 1951 entwickelte Comicfigur.
Mac RobioticDruide des Piktenclans von Mac Aphon, der seine Visionen insbesondere im Malzwasser sieht.
Mac TeefürzweifixMac Teefürzweifix gehört im Band Asterix bei den Briten zu dem engsten Vertrauten von Sebigbos, genau wie Teefax und O’Fünfuhrteefix. Er ist ein Kaledonier, ein Schotte, unter Sebigbos’ Dorfgemeinde.
MaestriaEine Bardin, die im Band Asterix und Maestria Unruhe ins Dorf bringt, indem sie die Frauen gegen die Männer aufbringt, die daraufhin vorübergehend das Dorf verlassen. Sie interessiert sich sehr für Asterix und liebt ihn, wobei der sie eher störend findet. Sie ist eine Karikatur von Édith Cresson, einer französischen Politikerin, die zur Entstehungszeit der Geschichte auf den Höhepunkt ihrer politischen Karriere in Frankreich zustrebte.
MagnixBewohner des gallischen Dorfes. Er produzierte in Obelix GmbH & Co. KG Hinkelsteine, um der zweitreichste Mann im Dorf zu werden.
MatrjoschkowaSarmatin, Frau von Terrine und Chefin für Externe Operationen
Maulaf, OlafOlaf Maulaf (frz. Olaf Grossebaf, „grosse baffe“ – „kapitale Maulschelle“) ist der Häuptling der Normannen, der im Glauben, Angst verleihe Flügel, nach Gallien kommt, um dort Angst und das Fliegen zu lernen.
MausklixMausklix (frz. Ipocalorix) ist ein Häuptling des gallischen Stammes der Arverner, der bei Alesia von Vercingetorix zusammen mit Monolitix den Auftrag erhalten hat, sich um seine Tochter Adrenaline zu kümmern (siehe: Die Tochter des Vercingetorix).
MicrobiotixWirt des Lutetier Restaurants „Zum Göttlichen Gaumen“, bei dem in Die weiße Iris Asterix, Majestix und Obelix die Neue Küche kennenlernen, zum Beispiel die „Liebliche Melodie sich im frühlingshaften Waldesgrün tummelnder Wildschweine“.
MicrocosmusMicrocosmus ist im Streit um Asterix ein kleingewachsener römischer Legionär, der vorspiegelt, durch einen vermeintlichen Zaubertrank Riesenkräfte bekommen zu haben.
MiddelsixMiddelsix ist im Band Der Sohn des Asterix der Wächter des gallischen Dorfes. Sein Name ist eine Anspielung auf die britische Grafschaft Middlesex.
MiesetrixMiesetrix (frz. Adictosérix) ist ein verräterischer Gallier aus dem Stamm der Biturigen, der versucht, Die Tochter des Vercingetorix an die Römer zu verschachern.
Minus, CaligulaCaligula Minus ist ein römischer Legionär, der im ersten Band das Geheimnis der Stärke der Bewohner des gallischen Dorfes ausspionieren soll. Als Gallier verkleidet, nennt er sich Caliguliminix. Caligula heißt „Soldatenstiefelchen“, ist also bereits eine Verkleinerungsform. Minus heißt ‚weniger‘, verkleinert also noch weiter.
MonolitixEin Häuptling des gallischen Stammes der Arverner, der bei Alesia von Vercingetorix zusammen mit Mausklix den Auftrag erhalten hat, sich um seine Tochter Adrenaline zu kümmern (siehe: Die Tochter des Vercingetorix).
MoralelastixDer gallische Häuptling Moralelastix mit seiner biegsamen Moral vertraut Majestix aus Angst vor dem Quästor einen Kupferkessel mit hinterzogenen Sesterzen an, lässt diesen von seinen eigenen Leuten stehlen und versucht, Asterix und die unbeugsamen Gallier dafür haftbar zu machen.
MusculusMusculus ist ein römischer Legionär aus Babaorum, der zur Teilnahme an den Olympischen Spielen vorgesehen ist. Da Asterix und Obelix ihn mit Leichtigkeit überflügeln, verlegt er sich aufs Kehren.
Musencus, CajusCajus Musencus ist Chef der Geheimpolizei im Band Die Odyssee, karikiert den französischen Schauspieler Bernard Blier, der einen Geheimdienstler in dem Film Der große Blonde mit dem schwarzen Schuh spielte. Der Name bezieht sich auf „von den Musen geküsst“.
Nichtsalsverdrus, LuciusLucius Nichtsalsverdrus ist der Sonderbeauftragte Julius Cäsars im Range eines Präfekten, dessen Palisade um das Dorf Asterix und Obelix zu ihrer Tour de France veranlasst und damit „nichts als Verdruss“ bewirkt. → Siehe Nixalsverdrus
NihamavasahDer Maharadscha Nihamavasah (Nie haben wir Wasser; frz. Cékouhaçà – C’est quoi, ça?) ist der Vater von Orandschade im Album Asterix im Morgenland. Er wird vom bösen Guru Daisayah gezwungen, seine Tochter zu opfern, um Regen zu beschwören, da der Monsun ausbleibt.
Nimdenbus, ClaudiusVertrauter Cäsars, der eine geheime Zenturie zum Kampf gegen die Gallier zusammenstellt (Asterix und Maestria)
NixalsverdrusNixalsverdrus und Hotelterminus sind Zenturionen und die Ausbilder von Asterix und Obelix zu Legionären. → Siehe Nichtsalsverdrus
Nizahle, SaulSaul Nizahle ist ein Gehilfe des jüdischen Händlers Samson Himmelschorus, in dem im Band Die Odyssee René Goscinny karikiert wird.
NosferatusNosferatus ist das Pferd des Verräters Miesetrix (siehe: Die Tochter des Vercingetorix).
NullnullsixNullnullsix ist ein Spion des römischen Geheimdienstes und gleichzeitig Druide. Die Figur ist eine Karikatur von James Bond und äußerlich dem Bond-Darsteller Sean Connery nachempfunden. Sein Name spielt auf Bonds Dienstnummer 007 an, wird aber in der Odyssee darauf zurückgeführt, dass Nullnullsix sechsmal durch die Druidenprüfung gefallen ist. Wie James Bond ist er mit der neuesten Technik ausgestattet.
NumalfixNumalfix ist im Band Tour de France ein Kapitän aus Gesocribate (Le Conquet), dem Asterix und Obelix in Burdigala (Bordeaux) begegnen. Er nimmt die beiden mit zurück nach Aremorica, nachdem ihm Obelix geholfen hat, eine Ladung Hinkelsteine von Bord zu schaffen. Numalfix taucht im Band Asterix auf Korsika als Gast im gallischen Dorf auf.
NumerobisNumerobis (frz. Numérobis) ist ein ägyptischer Architekt, der im Auftrag Kleopatras einen Palast erbauen soll, damit sie Cäsar beweisen kann, dass ihr Volk nicht dekadent ist. Aus Angst zu scheitern bittet er seinen alten Freund Miraculix um Hilfe. Sein Name („Nummer zwei“, zweitrangig, zweitklassig) spielt auf seine beruflichen Fähigkeiten an.
Obelisc’hObelisc’h ist, in der gleichnamigen Kurzgeschichte, ein Nachfahre von Obelix, auf den Albert Uderzo und René Goscinny in einem bretonischen Hafenstädtchen treffen. Mit der Kombination c’h wird im Bretonischen der dunkle ch-Laut (wie zum Beispiel im deutschen Bach) geschrieben.
ObelodalixObelodalix ist der Vater von Obelix, zu sehen in Asterix plaudert aus der Schule und Asterix und Latraviata. Sein Name setzt sich aus Obelix und Odaliske zusammen und bedeutet zugleich „O Du schöne Odaliske“.
Obtus, GaiusGaius Obtus ist ein römischer Gladiatorentrainer (Lanista) und Organisator der Zirkusspiele, der schließlich auf dem phönizischen Schiff des Epidemais landet, wo er sich aus Angst vor Troubadix’ Gesang Respekt als großartiger Ruderer verschafft. „Obtus“ steht im Lateinischen wie im Französischen für „begriffsstutzig“.
Octopus, TulliusRömischer Legionär, dem es im ersten Band sowohl gelingt Miraculix in einer Fallgrube zu fangen als auch die von diesem für den Zaubertrank geforderten Erdbeeren zu besorgen. Für beides erhält er Sonderurlaub und darf nach Rom in den Zirkus, was ihn besonders freut.
OdalixOdalix, ein Wirt in Tour de France, versucht mit Hilfe von mit Schlafmittel präparierten Wildschweinen Asterix und Obelix unschädlich zu machen und an die Römer auszuliefern. Allerdings durchschaut Asterix seine übertriebene Freundlichkeit und nötigt ihn dazu, selbst von den Wildschweinen zu kosten. Obelix kann das Schlafmittel nichts anhaben.
O’FünfuhrteefixO’Fünfuhrteefix ist im Band Asterix bei den Briten ein enger Vertrauter von Sebigbos. Sein Name ist eine Anspielung auf den Five o’clock Tea der Briten. O’Fünfuhrteefix ist ein Hiberner, ein Ire in Sebigbos’ Dorf.
OrandschadeOrandschade (frz. Rahàzade) ist die Tochter des Maharadschas Nihamavasah und soll durch den Guru Daisayah in Asterix im Morgenland geopfert werden. Ihr Name bezieht sich auf das besonders in Frankreich beliebte Limonadengetränk Orangeade.
OrthopädixOrthopädix (frz. Orthopédix) ist Gastwirt und betreibt mit seiner Frau Gelatine sowie seiner Tochter Zechine eine Wirtschaft am Rande der Römerstraße VII in Arausio. Dort trifft er den Veteranen Keinentschlus, mit dem er gegen Wein und eine Mahlzeit das gallische Dorf eintauscht, das dieser als Geschenk Cäsars bei seiner Entlassung aus der Legion erhalten hat. Dort strebt er sehr bald den Posten des Dorfchefs an, da er unter dem Einfluss seiner Frau steht. Hier wurde dem französischen Schauspieler André Alerme ein Denkmal gesetzt.
OsolemirnixOsolemirnix (frz. Ocatarinetabellatchitchix; eine Anspielung auf den Schlager O Caterinetta bella tchi tchi) ist ein korsischer Häuptling, der zu Beginn von Asterix auf Korsika in Gefangenschaft der Römer gerät, dann allerdings von den Galliern befreit wird und zusammen mit Asterix und Obelix in seine Heimat zurückkehrt. Wie alle anderen Korsen ist auch Osolemirnix reserviert, wortkarg, gastfreundlich, heimatverbunden und leicht zu beleidigen. Der Name ist eine Anspielung auf ’O sole mio, einen auch von dem Korsen Tino Rossi gesungenen Schlager.
ÖtküsineSarmatischer Käsemacher, der Miraculix mit leider unbrauchbaren Zutaten beim Brauen des Zaubertranks helfen will.
OzeanixOzeanix (frz. Océanonix) ist der Bruder von Majestix und der Vater von Grautvornix. Er lebt in Lutetia und wird in Asterix und die Normannen nur erwähnt. Im Film Asterix und die Wikinger dagegen tritt er als Figur auf.
ParvulusZenturio des Lagers Babaorum im Band Asterix auf Korsika. Er ist eine Karikatur des Drehbuchautors Pierre Tchernia.
Penatus, PontiusPontius Penatus (frz. Ponce Pénates) ist römischer Prokurator der Provinz Judäa (Die Odyssee). Hier liegt eine dreifache Anspielung vor. Zum einen auf den aus dem Neuen Testament bekannten Pontius Pilatus, sodann auf den in Penatus karikierten französischen Schauspieler Jean Gabin (der in einem seiner Filme Pilatus gespielt hat) und schließlich auf den Namen römischer Hausgottheiten.
PepePepe, eigentlich Perikles (frz. Pépé bzw. Périclès Soupalognon y Crouton), ist in Asterix in Spanien der Sohn des Häuptlings Costa y Bravo. Mit seinen Launen treibt er Asterix und Obelix an ihre Grenzen und erreicht durch Luftanhalten immer sein Ziel.
PlaintcontrixBetreiber eines gallischen Wirtshauses in Rom, der Asterix und Obelix in Asterix als Gladiator bei der Suche nach Troubadix hilft. Er träumt davon, ein römisches Restaurant in Paris zu eröffnen. Plaintcontrix ist eine Aneinanderreihung der französischen Worte „plainte contre X“, was „Anzeige gegen Unbekannt“ bedeutet.
PolemixKolporteur ohne Grenzen, gallischer Aktivist, der den Papyrus des Cäsar ins Dorf bringt. Er ist eine Karikatur von Julian Assange.
PopelinePopeline (frz. Gélatine) ist die Mutter von Obelix.
PralinePraline ist die Mutter von Asterix.
PreisverteilixPreisverteilix unterstützt Asterix auf der Rennbahn von Condate bei dem Versuch, mit einer Wette den Kupferkessel zu füllen. Das Unmögliche geschieht, die Blauen verlieren.
Publius PlusminusRömischer Volkszählungsbeauftragter, dem es erst am Ende der Geschichte gelingt, nachdem Asterix und Obelix zurück von den Pikten mit Malzwasser das große Festbankett feiern, die genaue Anzahl der Dorfbewohner zu ermitteln.
Pupus, GaiusGaius Pupus aus dem Film Asterix erobert Rom soll als von Cäsar beauftragter Begleiter darüber wachen, dass Asterix und Obelix alle ihnen übertragenen Aufgaben erfüllen. Sein Aussehen gleicht dem eines akkuraten Buchhalters: Er hat eine Nase wie ein Bleistift und läuft in einem komischen, vornübergebeugten Gang mit vor- und zurückwippendem Kopf.
PyradonisPyradonis (frz. Amonbofis – à mon beau-fils, „an meinen Schwiegersohn“) ist ein ägyptischer Architekt, der seinem Konkurrenten Numerobis gegenüber Kleopatra schaden will.
QuadratusQuadratus (frz. Anglaigus – angle aigu, „spitzer Winkel“) ist ein römischer Architekt und Erfinder des „Fahr-Rein“’ und des Kauf-Domus’. Er wird von Cäsar damit beauftragt, unmittelbar neben dem gallischen Dorf eine Trabantenstadt zu erbauen, um die widerspenstigen Gallier zu assimilieren.
QuantaplanckixQuantaplanckix (frz. Plantaquatix, plante aquatique – Wasserpflanze) ist der Vater von Falbala, Obelix’ großem Schwarm. Der Name ist eine Anspielung auf das Plancksche Wirkungsquantum.
Raclettus, FeistusIm Band Asterix bei den Schweizern ist Feistus Raclettus (frz. Caius Diplodocus) Statthalter von Geneva und wie sein Freund Agrippus Virus ein Fan von Orgien, insbesondere eines Spieles, bei dem man bestraft wird, wenn man Brotstückchen im Käsefondue verliert. Sein Name bezieht sich auf ein anderes Schweizer Nationalgericht, Raclette, sein frz. Name wie der erste deutsche Namensbestandteil auf seine erhebliche Leibesfülle.
RaffcusHandlanger und berittener Bote des Agrippus Virus (Asterix bei den Schweizern). Er mag keine Orgien so ganz allein.
RaketeNubische Prinzessin aus dem Reich von Kusch, nimmt gemeinsam mit ihrer Schwester Etepetete in ihrem von Zebras gezogenen Wagen am großen Transcaliga-Rennen teil; sie verlieben sich dabei in Idefix.
Redeflus, TulliusZenturio Tullius Redeflus ist der Vorgesetzte und Manager von Musculus und erhofft sich von dessen Nominierung zu den Olympischen Spielen einen Anschub der eigenen Karriere.
RhetorikChef des westgotischen Kommandos, das im Karnutenwald den besten gallischen Druiden fangen soll, um mit seiner Zauberkraft die Invasion von Gallien und Rom vorzubereiten, und Miraculix nach Germanien entführt.
RohrpostixRohrpostix ist der Postbote des Dorfes.
Sakristan und SchlendrianMarkomannische Sklaven von Senator Bifidus, die beim großen Transcaliga-Rennen teilnehmen und die anderen Fahrer sabotieren.
SalamixSalamix ist im Band Asterix auf Korsika der einzige Korse, der als Freiwilliger in der römischen Armee dient. Grund dafür ist eine von ihm erlittene schwere Kopfverletzung.
SchandadhSchandadh (frz. Mercikhi, merci qui? – „Wem sagst du Danke?“) ist im Morgenland der Handlanger des Gurus Daisayah und ein Gegenspieler von Erindjah. Im Finale kommt es zwischen ihm und Erindjah zu einem Duell, das er aber verliert. Er lässt sich, wie sein Name schon sagt, auf alle Schandtaten ein.
SchönfixSchönfix (frz. Beaufix) ist im Band Tour de France der Anführer der Untergrundbewegung von Lugdunum (Lyon). Er führt die Truppen des Präfekten Unnutzus in den Gässchen von Lugdunum in die Irre, um Asterix und Obelix bei ihrer Wette zu helfen. Zum Abschied schenkt er den beiden Würste und Fleischklößchen. Schönfix taucht auch im Band Asterix auf Korsika als Gast im gallischen Dorf auf.
SebigbosSebigbos (frz. Zebigbos – „The Big Boss“) ist der Chef des letzten sich verteidigenden britannischen Dorfes. Er schickt Teefax los, um Hilfe bei Asterix und den anderen Galliern zu finden. Bei Sebigbos wird eine Karikatur des britischen Premierministers Winston Churchill vermutet, er trägt jedoch die Züge des britischen Premierministers Harold Wilson. Ein Bewohner von Sebigbos’ Dorf ist eine Karikatur des britischen Schauspielers John Cleese, zu sehen in der Schlange vor dem Zaubertrank- bzw. Teekessel. Siehe Asterix bei den Briten, Seite 45.
SeewirtDer namenlose Seewirt (im französischen Original Petisuix) hilft Asterix bei den Schweizern und geht dabei so weit, sein eigenes Nest zu beschmutzen. Seine Pünktlichkeit geht selbst seinem gotischen Gast auf den Wecker. Im Band Asterix auf Korsika besucht er das gallische Dorf.
SelfixSelfix ist der Sohn des Automatix im Band Die Tochter des Vercingetorix, zunächst Praktikant bei seinem Vater und Erfinder eines Baseballcap-ähnlichen Helmes, möchte aber lieber Fischhändler lernen bei dessen Rivalen Verleihnix, dem Vater seines Freundes Aspix.
SiegalapyrrhusSiegalapyrrhus (Pyrrhussieg) ist der Antreiber der Rudersklavenmannschaft des Schiffes, das Tullius Destructivus im Streit um Asterix nach Gallien bringen soll.
SpartakisSpartakis (Obelix auf Kreuzfahrt) ist eine Anspielung auf Spartacus und gleicht Kirk Douglas, der den Sklaven und Gladiator im gleichnamigen Kubrick-Film verkörperte.
Spiritus, CaiusRömischer Statthalter in Londinium ist eine Karikatur des Schauspielers Peter Ustinov. Siehe Asterix bei den Briten
SpreizfusDer Adjutant des Zenturios in Der Kampf der Häuptlinge trägt die Züge des florentinischen Philosophen und Dichters Niccolò Machiavelli. In der älteren Übersetzung heißt er wie im französischen Original Perclus – „verkrüppelt“.
SpürnixDer belgische Druide Spürnix (frz. Septantesix – belgische Variante der Zahl ‚76‘) hat einen Zaubertrank erfunden, der unempfindlich für Schmerzen macht und den er beim Druidentreffen im Karnutenwald vorführt, indem er „mit bloßen Händen die Pommes frites aus dem heißen Öl“ holt (Asterix und die Goten).
Steimazel, JosuaJudäer, der Asterix und Obelix im Band Die Odyssee nach Jerusalem zum Händler Samson Himmelschorus führt.
StellartoixDer Nervier Stellartoix (frz. Gueuselambix) ist ein belgischer Häuptling, der mit Majestix um Cäsars Bemerkung streitet, nach der die Belgier die tapfersten Gallier seien. In ihrem Wettkampf soll Cäsar der Schiedsrichter sein. Stellartoix kommt erstmals auf die Idee, Kartoffeln zu frittieren. Sein Name ist eine Anspielung auf die belgische Biermarke Stella Artois (so wie der Originalname auf gueuze lambic anspielt).
StudicusEinziger freiwilliger Legionär der Garnison auf Korsika, sehr dienstbeflissen.
Submersus, Aquis GracchusAquis Submersus (frz. Gracchus Cétinconsensus) ist römischer Admiral in Obelix auf Kreuzfahrt. Ihm wird „das herrlichste Boot der Flotte geklaut“, nämlich die Galeere Cäsars. Sein Name bedeutet „im Wasser untergegangen“ und spielt auf den Titel von Theodor Storms gleichnamiger Novelle an. Sein Aussehen hat eine gewisse Ähnlichkeit mit Leonid Breschnew (vor allem im letzten Bild auf S. 16, wo es um einen möglichen Freikauf von Meuterern geht).
SurimixSurimix ist der jüngere Bruder von Aspix und ebenfalls Sohn des Verleihnix in Die Tochter des Vercingetorix.
Syndicus, Rufuswortgewandter Berater und Verleger Cäsars, der vergeblich versucht, den Papyrus des Cäsar aus der Hand der Gallier zu entwinden. Er mag kein Gras.
TalentixTalentix (frz. Amérix) ist der Vetter von Obelix, Hersteller von goldenen Sicheln in Lutetia.
TaubenusTaubenus ist ein körperlich starker, aber geistig unbeweglicher römischer Legionär, der statt eines Pilums eine Keule, keinen Schild und meist keinen Helm trägt. Er begeistert sich im Streit um Asterix für die psychologische Kriegsführung.
TechnokratusTechnokratus ist Absolvent der FAZ (Freigelassenenschule für angewandte Zeitkritik). Seine Idee ist es, nach vielen vergeblichen Versuchen, die unbeugsamen Gallier militärisch zu besiegen, es mit den Verlockungen des Reichtums nach den Ideen von Keynes zu versuchen. Er betätigt sich deshalb als Hinkelsteinaufkäufer. Zunächst gelingt sein Plan, nach Obelix steigen auch fast alle anderen Dorfbewohner in das Hinkelsteingeschäft ein. Die durch die Aufkäufe ausgelöste Hinkelsteinschwemme löst allerdings in Rom eine Wirtschaftskrise aus, und sehr bald ist in Gallien alles wieder wie früher. Die Figur ist eine Karikatur des damaligen Premierministers und späteren französischen Präsidenten Jacques Chirac. Die Abkürzung FAZ spielt auf die Frankfurter Allgemeine Zeitung an, im Original spielt die Abkürzung ENA („Nouvelle École d’Affranchis“, ‚Neue Freigelassenenschule‘) auf die École normale supérieure an.
TeefaxDer Brite Teefax (frz. Jolitorax) ist der Cousin von Asterix, der diesen nach Britannien holt, um den Römern widerstehen zu können.
TennisplatzisTennisplatzis (frz. Courdeténis – cour de tennis, „Tennisplatz“) ist ein ägyptischer Kamerad von Asterix und Obelix als Legionären, der die Legion für ein Feriencamp hält.
TerrineSarmatischer Schamane. Hat Miraculix im Traum alarmiert, nachdem seine Trommel ihn vor einer großen Gefahr gewarnt hat.
Tortengus, TulliusZenturio des Römerlagers in der Nähe des durch den großen Graben getrennten Dorfes. Er macht eine prägende Erfahrung mit zwei von Miraculix gebrauten Zaubertränken.
TragicomixTragicomix ist der Verlobte von Falbala und als solcher Nebenbuhler von Obelix. Er wird zwangsweise als Legionär eingezogen und muss von Asterix und Obelix gerettet werden. Der eifersüchtige Obelix bezeichnet ihn als „Schönling“. Er ist eine Karikatur des jungen Jean Marais.
TuunTuun ist ein Tadsylwine, der Gallien in Gefahr vor den Nagmas warnt und diese dann auch besiegt. Der Name ‚Tadsylwine‘ ist ein Anagramm von Walt Disney.
Überdrus, GracchusGracchus Überdrus (frz. Gracchus Pleindastus, plein d’astuces – trickreich) ist römischer Präfekt in Lutetia und gleichzeitig Chef der Goldsichelschieberbande. Für sein Äußeres stand der Schauspieler Charles Laughton Pate.
Überflus, ClaudiusReicher Römer, der Asterix und Obelix vom römischen Sklavenhändler Tifus kauft, da er sie spaßig findet. Siehe Die Lorbeeren des Cäsar
Vampus, CrassusCrassus Vampus (frz. Suelburnus) ist der raffgierige Prätor von Korsika. Sein Aussehen erinnert stark an den Schauspieler Sydney Greenstreet.
Vaseline→ Siehe Cactus, Primus
VerliernixVerliernix (frz. Oftalmologix) ist der Vater von Verleihnix. Siehe Asterix plaudert aus der Schule
Virus, AgrippusIm Band Asterix bei den Schweizern ist Agrippus Virus (frz. Gracchus Garovirus, „gare aux virus“ – ‚Vorsicht vor den Viren‘) Statthalter von Condate und für seine Orgien berühmt, die er sich vom großen Fellinius inszenieren lässt. Er vergiftet den Quästor Claudius Incorruptus, als dieser ihn bei einer Orgie überrascht, um eine Steuerprüfung vorzunehmen.
VisacardusRömischer Spion, der Latraviata in der Rolle eines Händlers ins gallische Dorf begleitet. Er kann lügen, betrügen, korrumpieren und intrigieren, aber keinen Hinkelstein über Bord werfen.
VisusversusIn Die weiße Iris ist Visusversus der oberste Medicus der römischen Armee. Durch „positives Denken“ und eine gesunde Ernährung will er den Kampfgeist der Legionen verbessern und den Widerstandsgeist der Gallier dämpfen.
VitrineVitrine (frz. Pectine) ist ein Mädchen aus Asterix’ Dorf und spielt im Film Asterix und das Geheimnis des Zaubertranks eine tragende Rolle. Vitrine wird als ein kleines Mädchen mit braunem Wuschelkopf im gelben Kleid und stets barfuß dargestellt. Sie ist sehr intelligent und erfinderisch und lernt von Miraculix, den Zaubertrank zu brauen, wodurch sie letztendlich das Dorf vor einer großen Feuersnot rettet.
VluglodsahVluglodsah (frz. Seurhàne) ist die Kammerdienerin der Prinzessin Orandschade im Comic Asterix im Morgenland. Sie ist ständig auf dem höchsten Turm des Schlosses – eine Anspielung auf das Taj Mahal – postiert und hält nach Erindjah Ausschau. Ihr Name sowie ihr Verhalten sind eine Anspielung auf den Beruf Fluglotse.
VreneliVreneli ist Schweizer Bankier. Er versteckt die von den Römern gesuchten Asterix und Obelix in einem seiner Safes. Sein Name ist eine Anspielung auf das Goldvreneli, die bekannteste Schweizer Goldmünze.
WalnusWalnus ist ein römischer Legionär in Die weiße Iris. Er ist ein miserabler Schauspieler, hat aber ein weiches Herz.
WashupdahWashupdah (frz. Pourkoipàh, „pourquois pas“ – ‚warum nicht‘) ist ein Elefantenführer im Band Asterix im Morgenland. Er führt Asterix, Obelix und Idefix durch den indischen Dschungel, um den entführten Troubadix zu retten und einen gestohlenen Elefanten wieder zu finden. Sein Name bedeutet so viel wie „Was hupt da?“, als Anspielung auf das Trompeten der Elefanten.
Wurzelaus(ix)Wurzelaus ist ein römischer Legionär, der bei Der Sohn des Asterix als Hausierer „Wurzelausix“ das Kind zurück ins Römerlager bringen will. Wurzelausix bedeutet so viel wie „Wurzel aus x“.
ZechineZechine ist die Tochter von Orthopädix, ein junges Mädchen, das Obelix, um ihn auf Orthopädix’ Seite zu bringen, schöne Augen machen soll, sodass Obelix sich in sie verliebt. Sie findet Obelix aber wie das ganze Landleben im Geschenk Cäsars grässlich und möchte gerne nach Lutetia zurück. Der einzige, den sie nicht schrecklich, sondern attraktiv findet und in den sie sich verliebt, ist Asterix.
ZusammenschlusZenturio des Lagers Laudanum im Band Das Geschenk Cäsars. Scheitert beim Versuch, das Dorf mit neuentwickelten Waffen einzunehmen. Im Band Asterix & Obelix feiern Geburtstag hat er einen weiteren Auftritt.